# Europäische Staatsanwaltschaft
Die Europäische Staatsanwaltschaft (EuStA, englisch European Public Prosecutor’s Office (EPPO), französisch Parquet européen) ist eine unabhängige Einrichtung der Europäischen Union zur Bekämpfung von Straftaten zum Nachteil der finanziellen Interessen der Union. Ziel ist die effektive Bekämpfung von grenzüberschreitendem Mehrwertsteuerbetrug sowie von Betrug, Korruption und Geldwäsche mit EU-Finanzmitteln. Sie wurde primärrechtlich nach Art. 86 AEUV gegründet und fußt sekundärrechtlich auf der Verordnung (EU) 2017/1939 des Rates vom 12. Oktober 2017 zur Durchführung einer Verstärkten Zusammenarbeit zur Errichtung der Europäischen Staatsanwaltschaft (EUStA). Derzeit nehmen 24 der 27 EU-Mitgliedstaaten im Wege der Verstärkten Zusammenarbeit an der EUStA teil. Sitz ist im Europaviertel in Luxemburg, wo auch der Gerichtshof der EU und der Europäische Rechnungshof ansässig sind. 
Der Vertrag von Lissabon hat den Rat ermächtigt, einstimmig eine Europäische Staatsanwaltschaft einzurichten. Da diese Einstimmigkeit im Rahmen der damals 28 Mitgliedstaaten nicht erreicht werden konnte, wurde die EuStA im Verfahren einer Verstärkten Zusammenarbeit auf einem Treffen der EU-Justizminister am 8. Juni 2017 durch 20 EU-Mitgliedstaaten beschlossen. Das Startdatum wurde schließlich verbindlich auf den 1. Juni 2021 gesetzt. Zu Beginn der Arbeitsaufnahme war die EUStA „stark unterfinanziert“, weshalb an ihrer Effektivität noch vor Arbeitsaufnahme gezweifelt wurde. Ein Jahr nach Arbeitsaufnahme fand am 1. Juni 2022 eine Konferenz zum „added value“, also dem Zugewinn der Betrugsbekämpfung statt, die ein überwiegend positives Fazit zog.
Mireille Delmas-Marty, eine emeritierte, französische (EU-)Strafrechtsprofessorin, die wesentlich an der Konstruktion des Corpus Juris und der Verordnung der EUStA beteiligt war, sieht die EUStA als Beginn einer neuen Ära der europäischen-justiziellen Zusammenarbeit (so auch andere) und darüber hinaus als Modell für eine zukünftige „Weltrechtsordnung“ (« Le parquet européen pourrait préfigurer un futur ordre juridique mondial »), da die Einrichtung den Vorteil habe, weit davon entfernt zu sein, die nationalstaatliche Souveränität der teilnehmenden Staaten ernsthaft zu tangieren. Auch in Deutschland wurde um das Jahr 2000 bereits über die „Europa-Staatsanwaltschaft“ in der Öffentlichkeit diskutiert.

## Das Europäische-Staatsanwaltschaft-Gesetz
Grundsätzlich ist zu betonen, dass EU-Verordnungen, die kraft ihres Erlasses unmittelbar in den Mitgliedsstaaten gelten, nicht umgesetzt werden müssen. Tatsächlich werden sie auch nicht umgesetzt, sondern im Einklang mit der EuGH-Rechtsprechung (Rs. 39/70, Fleischkontor, Rn.4) nur durchgeführt, um Einheitlichkeit zu erzeugen und die Verordnung in das mitgliedsstaatliche legislative System zu übertragen (sie sind aber von innerstaatlichen, deutschen Verordnungen und sogenannten EU-Durchführungsverordnungen streng zu unterscheiden). Deshalb wird besser von Anpassung des nationalen Rechts an eine EU-Verordnung (bzw. von der Zulässigkeit innerstaatlicher Durchführungsbestimmungen) gesprochen. In Deutschland wurde die nationale Anpassung zwecks „bundeseinheitlicher Geltung“ der Angaben der Verordnung (EU) 2017/1939 durch das Europäische-Staatsanwaltschaft-Gesetz (EUStAG) am 10. Juli 2020 erlassen. Das EUStAG dient somit im Kern ausschließlich der nationalen Durchführung dieser Verordnung. Es darf den Wortlaut der Verordnung laut EUGH-Rechtsprechung nicht wiederholen, sondern nur klarstellende Funktion haben (vgl. EuGH Olg. Rs. 272/83, Kommission/Italien, Rn. 27).

### Exemplifikation: Durchführung der Verordnung in anderen Mitgliedsstaaten
Auch andere Mitgliedsstaaten haben solche Gesetze erlassen (vgl. bspw. Slowenien, das sein Staatsanwaltschaftsgesetz namens „Zakon o državnem tožilstvu“ 2019 und 2020 mit ZDT-1C und ZDT-1D ergänzt hat (Art. 1a Abs. 2, 71a-f, 74 Abs. 2, 75 Abs. 6, 92 Abs. 6, 105 Abs. 2, 192 Abs. 5 (zuständig ist die spezialisierte Staatsanwaltschaft Sloweniens Specializirano državno tožilstvo Republike Slovenije (v nadaljnjem besedilu: SDT). 198 Abs. 2).
Die Entwicklungen in Frankreich liefen im März und im Dezember 2020 an (sogenanntes Projet de loi relativ at Parquet européen et à la justice spénale specialisée [JusX1933222L]). Im Dezember 2020 verabschiedete die Nationalversammlung den Gesetzentwurf (Loi n° 2020-1672, 24 déc. 2020, JO 26 déc.).

### Umsetzung und Anpassung europäischer Gesetze durch die Justizministerien der Mitgliedsstaaten
Die Mitgliedstaaten der EU (d. h. einzelne Justizministerien; in Deutschland ggf., die der Länder) setzen in eigener (Mit-)Verantwortung Richtlinien um und/oder passen in Abstimmung mit dem (in Deutschland lt. Art. 74 Nr. 1 GG zuständigen Bundesministerium für Justiz und für Verbraucherschutz) strafrechtliche Gesetzgebung/justizadministerielle Gesetzgebung an europäische Vorgaben an.
In den Justizministerien der Länder existieren, spiegelbildlich zum BMJV, spezielle Abteilungen für Strafrechtspflege, die Unterreferate anleiten, welche für bspw. die EU und „ihr“ Strafrecht zuständig sind:
"II. 5 EU-Angelegenheiten, Rechtshilfe
1. Grundsatzfragen auf den Gebieten
a) EU-Angelegenheiten einschließlich der AG Europa des Strafrechtsausschusses
b) Ländervertretung in den EU-Gremien
aa) Koordinierungsausschuss für den Bereich der polizeilichen und justiziellen Zusammenarbeit in Strafsachen (CATS)
bb) AG Materielles Strafrecht (DROIPEN)
c) Internationale Zusammenarbeit"

## Geschichte
Schätzungen zum Steuerbetrug gehen jährlich von einem Schaden im Wert von 50 Milliarden Euro aus. Daher schlug die Europäische Kommission anlässlich der Regierungskonferenz von Nizza im Februar 2000 vor, eine Rechtsgrundlage in die Verträge zur Stärkung der Bekämpfung des Betruges gegen finanzielle Interessen der Europäischen Gemeinschaft (nunmehr Europäische Union) aufzunehmen. Vorschriften sollten die strafrechtliche Verfolgung von grenzübergreifendem Betrug ermöglichen – durch eine Europäische Staatsanwaltschaft.
Im Dezember 2001 wurde ein Grünbuch zum strafrechtlichen Schutz der finanziellen Interessen der Europäischen Gemeinschaften vorgelegt – und zur Einsetzung eines Europäischen Staatsanwalts.
Da der Europäische Verfassungsvertrag nicht vollständig ratifiziert wurde, wurden die Bestimmungen zur Europäischen Staatsanwaltschaft in Artikel 86 AEUV aus dem Verfassungsvertrag übernommen und die Einsetzung einer Europäischen Staatsanwaltschaft ausgehend von Eurojust vorgesehen.
Die Kommission schlug eine Verordnung zur Errichtung der Europäischen Staatsanwaltschaft vor. Der Vorschlag wurde am 17. Juli 2013 angenommen. Die Ratsarbeitsgruppe zur Zusammenarbeit in Strafsachen und weitere Einrichtungen berieten den Vorschlag der Kommission auf mehreren Tagungen. Die dabei erzielten Kompromisse billigte der Rat für Justiz und Inneres am 3. März 2014. Dabei wurde festgelegt, dass die Europäische Staatsanwaltschaft eine kollegiale Struktur erhält. Das Kollegium wird den Chefankläger und je einen Europäischen Staatsanwalt pro Mitgliedstaat umfassen.
Das Europäische Parlament (EP) veröffentlichte am 21. Februar 2014 einen ersten Zwischenbericht (Berichterstatter des Ausschusses für bürgerliche Freiheiten, Justiz und Inneres: Salvatore Iacolino). Der Rat veröffentlichte am 28. November 2014 einen Bericht über den Verhandlungsstand, in dem er eine eher konservative Linie aufzeigt. Ein Entwurf für einen zweiten Zwischenbericht wurde vom EP am 16. Januar 2015 veröffentlicht (Berichterstatterin Monica Macovei).
Bei einem EU-Gipfel einigten sich 17 von 28 Mitgliedstaaten am 9. März 2017 auf den Aufbau der Europäischen Staatsanwaltschaft als unabhängige EU-Behörde gegen Straftaten zum Nachteil finanzieller Interessen der Union. Sie soll gegen Korruption, Geldwäsche, Betrug mit EU-Finanzmitteln und grenzüberschreitenden Mehrwertsteuerbetrug vorgehen. Eine vertiefte Zusammenarbeit von Mitgliedstaaten sehen bereits die EU-Verträge als Möglichkeit vor.
Die Erklärung unterzeichneten Vertreter von Belgien, Bulgarien, Deutschland, Estland, Finnland, Frankreich, Griechenland, Kroatien, Lettland, Litauen, Luxemburg, Österreich, Rumänien, Slowakei, Slowenien, Spanien und Tschechien.
In Portugal und Zypern mussten zur Unterzeichnung noch interne Abstimmungen beendet werden. Italien forderte mehr Befugnisse für den Europäischen Staatsanwalt. Die Kommission möchte Italien mit moderaten Anpassungen entgegenkommen.
Im Justizausschuss des Rats vereinbarten Anfang Juni 2017 Vertreter von 20 Staaten die Schaffung der Europäischen Anwaltschaft. Neben Irland, Dänemark und Großbritannien, die eine „Opt-out“-Klausel zur Schaffung neuer Ämter haben, wurde die EU-Anwaltschaft von Schweden, den Niederlanden, Polen, Ungarn und Malta nicht mitgetragen.
Da die Niederlande laut Koalitionsvertrag der neuen Regierung unter Mark Rutte von 2017 ebenfalls der Europäischen Staatsanwaltschaft beitreten und im August 2018 auch Malta beitrat, wollen 22 der 28 Mitgliedstaaten die Europäische Staatsanwaltschaft gründen.
Die seit Dezember 2023 in Polen amtierende Regierung unter Ministerpräsident Tusk teilte am 5. Januar 2024 ihre Absicht der Europäischen Staatsanwaltschaft beizutreten der Kommission mit. Am 20. März 2024 trat Polen der EUStA bei. Die Ernennung des Europäischen Staatsanwalts aus Polen soll bis Ende des Jahres erfolgen.
Am 16. Juli 2024 bestätigte die Europäische Kommission den Beschluss über die Mitgliedschaft Schwedens an der Europäischen Staatsanwaltschaft ab dem 17. Juli 2024.

## Übersicht
Teilnehmende EU-Mitgliedsstaaten
- Belgien
- Bulgarien
- Deutschland
- Estland
- Finnland
- Frankreich
- Griechenland
- Italien
- Kroatien
- Lettland
- Litauen
- Luxemburg
- Malta
- Niederlande
- Österreich
- Polen
- Portugal
- Rumänien
- Schweden
- Slowakei
- Slowenien
- Spanien
- Tschechien
- Zypern

EU-Mitgliedsstaaten mit Opt-out
- Dänemark
- Irland

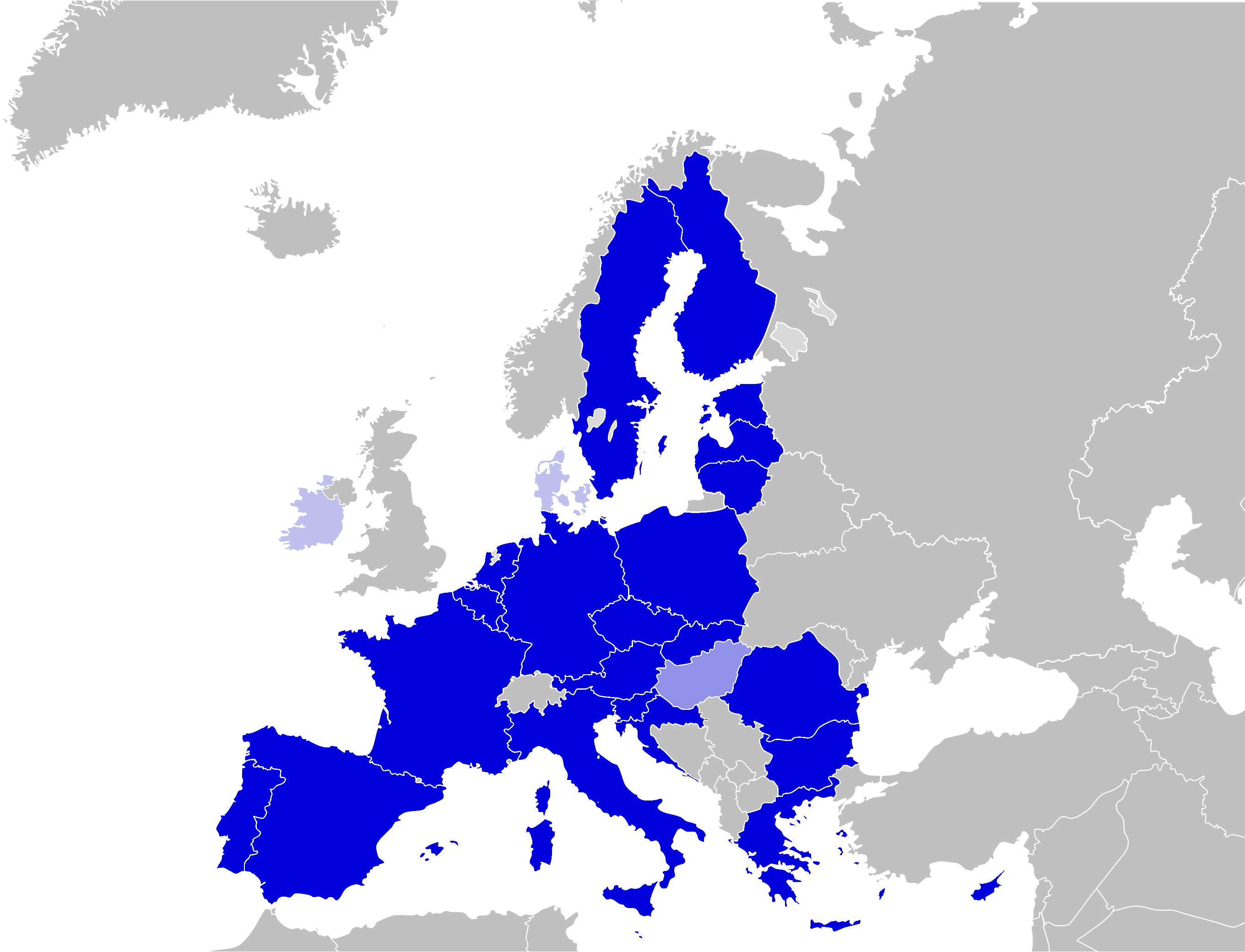
Mitgliedsstaaten der Europäischen Staatsanwaltschaft innerhalb der EU
EU-Mitgliedsstaat mit Teilnahme
EU-Mitgliedsstaat ohne Teilnahme
EU-Mitgliedsstaat mit Opt-out

Nicht teilnehmende EU-Mitgliedsstaaten
- Ungarn

Irland bereitet derzeit eine Teilnahme an der Europäischen Staatsanwaltschaft vor (Stand: April 2025). In Ungarn kündigte die größte Oppositionspartei Tisza an im Falle eines Wahlsieges der Europäischen Staatsanwaltschaft beitreten zu wollen.

## Gründungsprozedere
Der Rat der Europäischen Union kann gemäß einem besonderen Gesetzgebungsverfahren (Einstimmigkeit nach Zustimmung des EP) durch Verordnungen ausgehend von Eurojust eine Europäische Staatsanwaltschaft einsetzen (Art 86 Abs. 1 AEUV). Auch im Rahmen einer Verstärkten Zusammenarbeit kann eine Gruppe von Unionsmitgliedstaaten Bestimmungen über eine Europäische Staatsanwaltschaft für sich in Kraft setzen. Der Vertrag von Lissabon enthält Beschleunigungsklauseln hinsichtlich der Europäischen Staatsanwaltschaft und für eine polizeiliche Zusammenarbeit. Daher können bereits neun Mitgliedstaaten vorangehen und eine Verstärkte Zusammenarbeit begründen – auch ohne Vorschlag der Kommission oder einer Abstimmung des Rates.
Gegründet wurde die Europäische Staatsanwaltschaft schließlich mit Beschluss der Verordnung (EU) 2017/1939. Grundsätzlich gilt eine EU-Verordnung in jedem Mitgliedsstaat unmittelbar. Aufgrund des gewählten Weges der Verstärkten Zusammenarbeit muss für eine Geltung dieser Verordnung in einem Mitgliedsstaat eine Erklärung zur Teilnahme an der Errichtung der Europäischen Staatsanwaltschaft im Rahmen der gegenseitigen Anerkennung und Zusammenarbeit abgegeben werden.

## Aufgaben und Zuständigkeit
Der Europäische Rat kann nach Art 86 Abs. 4 AEUV mit Beschluss die Ausdehnung der Befugnisse der Europäischen Staatsanwaltschaft auf die Bekämpfung schwerer Kriminalität mit grenzüberschreitender Dimension und zur Änderung des Art 86 Abs. 2 AEUV hinsichtlich Personen, die als Täter oder Teilnehmer schwere, mehr als einen Mitgliedstaat betreffende Straftaten begingen, erlassen (Verfahren der Zustimmung).
Über die zuvor beschlossenen Aufgaben weit hinausgehend forderte Kommissionspräsident Juncker in seiner Rede zur Lage der Union 2018, „Aufgaben der Europäischen Staatsanwaltschaft auf die Bekämpfung terroristischer Taten auszuweiten“.

### Der PIF Schutz: PIF-Übereinkommen und PIF-Richtlinie: Bedeutung und Historie
Die Aufgaben der Europäischen Staatsanwaltschaft regelt die EUStA-VO und die PIF-RL. Die PIF Richtlinie fußt rechtlich auf Art. 288 und Art. 325 AEUV. Zum Schutzgut und Schutzauftrag des Art. 325 AEUV hat sich im deutschen strafrechtswissenschaftlichen Schrifttum Stefanie Bock geäußert.

#### Bekämpfung von Straftaten zum Nachteil der finanziellen Interessen der Union
Die Richtlinie zielt auf den Vermögensschutz von EU Werten. Die EU als supranationale Organisation (Dies kennzeichnet die Europäische Union, die ein Staaten-, Verfassungs-, Verwaltungs- und Rechtsprechungsverbund (vgl. BVerfGE 140, 317 <338 Rn. 44) ist) hat einen sehr großen Haushalt. Aus diesem EU-Haushalt fließen zahlreiche Gelder in Form von Krediten, Zuschüssen, Strukturfonds, Prämien etc. ab. Um kriminelle Handlungen strafrechtlich zu verfolgen, die sich gegen den EU-Haushalt richten, bedarf es einer Harmonisierung in den Mitgliedsstaaten der Europäischen Union. Diese richtet sich vor allem auf die Strafgesetzbücher der Mitgliedsstaaten und hat damit Einfluss auf das nationale Strafrecht.
In einer Begleitunterlage zum Vorschlag für eine Richtlinie des Europäischen Parlaments und des Rates über die strafrechtliche Bekämpfung von gegen die finanziellen Interessen der Europäischen Union gerichtetem Betrug von 2012 wird explizit dargestellt, welche Möglichkeiten die EU hat, um dem Schutzauftrag des Art. 310 Abs. 6 AEUV nachzukommen und auch die Bedingungen des Art. 325 AEUV zu erfüllen. Dort findet sich auch eine Stellungnahme zu der Entscheidung einen neuen Schutz zu etablieren:

„Die EU verfügt bereits über eine Reihe von Rechtsakten, die die Mitgliedstaaten zur Festlegung von strafrechtlichen Mindestvorschriften zum Schutz der finanziellen Interessen der EU verpflichten (insbesondere das sich auf Betrugsdelikte beziehende Übereinkommen über den Schutz der finanziellen Interessen der Europäischen Gemeinschaften aus dem Jahr 1995 und die einschlägigen Protokolle über die Bekämpfung von Bestechung und Bestechlichkeit sowie Geldwäsche). Es hat sich jedoch gezeigt, dass diese Instrumente nicht ausreichen, um den gewünschten Schutz zu erzielen. Dies wirkt sich auf die Glaubwürdigkeit der Anstrengungen der EU in Bezug auf Haushaltseinsparungen aus.“

### Vorläufer der PIF-Richtlinie: Das PIF-Übereinkommen
Vor dem Erlass der PIF Richtlinie 2017 galt weitgehend das PIF-Übereinkommen von 1995. Dieses schützte bereits die finanziellen Interessen der EU.

### Zuständigkeit der EUStA für das EU-Fiskalstrafrecht
Grundsätzlich kommt der EUStA somit im Bereich des sog. Fiskalstrafrechts der EU eine Zuständigkeit zu. Der Begriff des Fiskalstrafrechts wird in Zusammenhang mit dem EU-Haushalt verwendet. Die Abkürzung PIF-Richtlinie steht für protection des intérêts financiers de l’Union und im europäischen Rechtsraum als Akronym für den Schutz der finanziellen Interessen der Europäischen Union etabliert. Die Begrifflichkeit existiert mindestens seit 1995 und wurde maßgeblich durch das Corpus-Juris (latein. für ‚Gesetzeskörper‘) unter der Regide von Mireille Delmas-Marty bekannt.
In der deutschen Übersetzung des Corpus-Juris, der eine Vereinheitlichung der Straftatbestände zum besseren Schutz der finanziellen Interessen der Europäischen Gemeinschaften analysierte und wissenschaftlich bewertete, hieß es wörtlich:

„Das ‚Corpus Juris der strafrechtlichen Regelungen zum Schutz der finanziellen Interessen der Europäischen Union‘ hat die Diskussion des zukünftigen europäischen Strafrechts in entscheidender Weise angestoßen. Vor allem die Vorschläge zum Beweisrecht und zur Europäischen Staatsanwaltschaft haben zu einer intensiven und kritischen Diskussionen in der Strafrechtwissenschaft und der Anwaltschaft geführt. Stimmen, die früher eine Europäisierung des Strafrechts für unwichtig hielten oder ablehnten, fordern heute ein Mehr an ‚Europäisierung‘ (wie europaweit geltende Beweisregelungen und einen europäischen Ermittlungsrichter), um ein rechtsstaatliches Strafrecht in Europa zu gewährleisten. Dies zeigt, dass das Rad der Europäisierung des Strafrechts nicht mehr zurückgedreht werden kann, sondern die Entwicklung weitergehen wird.“

### Die PIF Richtlinie (EU) 2017/1371
Die aktuelle PIF-Richtlinie ist die Richtlinie (EU) 2017/1371 des Europäischen Parlaments und des Rates vom 5. Juli 2017 über die strafrechtliche Bekämpfung von gegen die finanziellen Interessen der Union gerichtetem Betrug.
Sie verpflichtet die Mitgliedsstaaten der Europäischen Union bspw. gem. Art. 3 PIF-Richtlinie den sog. Betrug zu Lasten der Union im nationalen Recht zu kriminalisieren. Die Mitgliedsstaaten waren bis zum 6. Juli 2019 dazu aufgefordert die Richtlinie in nationales Recht umzusetzen. Burkhard Jähnke, Vizepräsident des Bundesgerichtshofes a.D. und Honorarprofessor an der Friedrich-Schiller-Universität Jena, geht davon aus, dass die Umsetzung nicht in allen Mitgliedsstaaten identisch sein wird:

„Die Bundesrepublik hat die Umsetzung vorgenommen und damit nationale Strafvorschriften geschaffen, die von der EUStA künftig anzuwenden sind. Diese Strafvorschriften sind zwangsläufig nicht in allen Mitgliedstaaten völligidentisch; […].“

Die Richtlinie stellt den materiellen Zuständigkeitsbereich der EuStA da. Die EUStA wird im Rahmen der PIF-Delikte in den nationalen Umsetzungsgesetzen ermitteln.

### Die Umsetzung der PIF-Richtlinie (EU) 2017/1371 in nationales Recht: EUFinzSchStG
Die EU hat 2012 in SWD(2012) 196 final angekündigt, dass „[m]ögliche Risiken in Bezug auf die Einhaltung der Umsetzungsfrist durch die Mitgliedstaaten […] in einem dem Vorschlag beigefügten Umsetzungsplan aufgeführt und erläutert [werden].“ Außerdem erfolgt ein Monitoring der Umsetzung der neuen PIF Richtlinie. In SWD(2012) 196 final hieß es dazu schon: „Die Kommission würde ein bis drei Jahre nach der Umsetzung des Vorschlags eine spezifische empirische Studie mit Schwerpunkt auf der Datenerhebung durchführen.“
In Deutschland erfolgte die Umsetzung vor dem 6. Juli 2019 partiell mit dem sog. EU-Finanzschutzstärkungsgesetz (EUFinzSchStG), das als Art. 1 des Gesetzes vom 19. Juni 2019 erlassen wurde (BGBl. I S. 844).
Das Gesetzgebungsverfahren im Deutschen Bundestag ist vollständig auf der Seite des Deutschen Bundestages abrufbar.
Mit vollem Titel ohne amtliche Abkürzung heißt das Umsetzungsgesetz: Gesetz zur Umsetzung der Richtlinie (EU) 2017/1371 des Europäischen Parlaments und des Rates vom 5. Juli 2017 über die strafrechtliche Bekämpfung von gegen die finanziellen Interessen der Union gerichtetem Betrug (EUFinSchStGEG k.a.Abk.).
Das EuFinSchStG trat am 28. Juni 2019 in Deutschland in Kraft.
Art. 2 und Art. 3 des EUFinSchStG enthalten Änderungen des StGB und des GVG. Art. 4 legt das Datum des Inkrafttretens fest. Es enthält einige Änderungen bezüglich des nationalen Rechts.
Art. 1 führt das EUFinSchStG ein. besteht aus drei Paragraphen: § 1 Missbräuchliche Verwendung von Leistungen der Europäischen Union, § 2 Rechtswidrige Verminderung von Einnahmen der Europäischen Union, § 3 Bestechlichkeit und Bestechung mit Bezug zu den finanziellen Interessen der Europäischen Union.

### Die PIF-Richtlinie (EU) 2017/1371: Materielle Zuständigkeit der EUStA
Die materiell-rechtliche, also sachliche Strafverfolgungskompetenz der EUStA ergibt sich im Wesentlichen aus den in Art. 3, 4 und 5 der PIF Richtlinie niedergelegten Straftaten. Darunter fallen Betrug, Subventionsbetrug, Mehrwertsteuerbetrug, Einnahmen- und Ausgabenbetrug bezogen auf EU-eigen Mittel sowie Geldwäsche und Korruptionsstraftaten (Bestechung sowohl in aktiver als auch passiver Form). All jene in Art. 3 und 4 niedergelegten Straftaten sollen gem. Art. 5 im Versuch strafbar sein. Zudem fordert Art. 5, dass Täter-Teilnehmerkonstellationen bezogen auf die Straftaten der Art. 3 und 4 PIF Richtlinie (vgl. für Deutschland §§ 26, 27 StGB) erfasst werden.
Art. 2 des EuFinSchStG nahm Änderungen der §§ 264 und 335 StGB vor. § 264 StGB kriminalisiert den Subventionsbetrug. In Absatz 7 und 8 von § 264 StGB wurde z. B. der Begriff „Europäische Gemeinschaften“ durch „Europäische Union“ ersetzt, da er de facto normbegrifflich veraltet war.
§ 335a StGB, der in Verbindung mit § 334 StGB (Bestechung) steht kriminalisiert die Handlungen von ausländischen oder internationalen Bediensteten (z. B. solchen die für internationale Organisationen oder die EU arbeiten).
Art. 3 des EuFinSchStG ändert das Gerichtsverfassungsgesetz (GVG). Hier wird in § 74c GVG „EuFinSchStG“ eingefügt und dadurch festgelegt, welches nationale Gericht für Straftaten gegen die finanziellen Interessen der Union, die sog. PIF-Delikte zuständig ist. Nach derzeitiger Rechtslage ist gem. § 74c Abs. 1 Nr. 6b eine Strafkammer eines Landgerichts als sog. Wirtschaftsstrafkammer zuständig, sofern diese auch gem. § 74 Abs. 1 GVG als Gericht des ersten Rechtszuges zuständig ist.
Ein (delegierter) Eu-StA müsste de jure demnach vor dem in § 74c Abs. 1 Nr. 6b festgelegten Gericht wegen einer Straftat gegen die finanziellen Interessen der Union anklagen.
Der Subventionsbetrug nach § 264 StGB befindet sich in § 74c Abs. 1 Nr. 5 GVG. Demnach ist die Regelung gesetzgeberisch konsequent.
Ob die Richtlinie überhaupt mit einem weiteren nationalen Gesetz hätte umgesetzt werden müssen, war im ersten Halbjahr 2019 (19. Legislaturperiode) streitig.

#### Referentenentwurf zur Umsetzung: Stellungnahmen
Das federführende Bundesministerium der Justiz und für Verbraucherschutz, zu diesem Zeitpunkt noch unter der Leitung von Katarina Barley, holte zahlreiche Stellungnahmen zu seinem Referentenentwurf zwecks Eruierung des Umsetzungsbedarfs der Richtlinie (EU) 2017/1371 bei akademischen und praxisnahen Experten ein. Bereits am 11. Oktober 2018 legte das BMJV den Entwurf vor.
Beispielsweise formuliert Martin Böse eine Stellungnahme, in der er die Auffassung vertrat, dass eine Implementierung der Richtlinienvorgaben eher im StGB statt im EuFinSchStG stattfinden solle. Er äußert substantielle Kritik am Referentenentwurf und geht en detail auf die Vorschriften ein. So formulierte er wörtlich:

„Die Einführung eines Gesetzes zur Stärkung des Schutzes der finanziellen Interessen der Europäischen Union (EUFinSchStG) ist abzulehnen. Ein eigenständiges Gesetz ist nur dann sinnvoll, wenn es den strafrechtlichen Schutz der finanziellen Interessen der Union umfassend und einheitlich regelt. Die Regelungen des Entwurfs haben demgegenüber nur eine ergänzende Funktion, da der strafrechtliche Schutz weiterhin im Wesentlichen über die §§ 263, 264 StGB bzw. § 370 AO gewährleistet wird (RefE, S. 13 ff.). Der Zusammenhang mit den einschlägigen Tatbeständen des StGB (vgl. auch § 1 S. 2, § 3 EUFinSchStG) spricht folglich eher dafür, die neuen Regelungen in das StGB (bzw. ggf. in die AO) zu überführen.“

Darüber hinaus kritisierte er, dass § 261 StGB (Geldwäsche) nicht an Art. 4 Abs. 1 Richtlinie (EU) 2017/1371 angepasst worden sei und schlug vor, wie eine Aufnahme aussehen könnte:

„Eine Ergänzung könnte wie folgt formuliert werden: ‚6. Vergehen nach den §§ 263, 264, 266c StGB und § 370 AO, soweit die Tat gegen die finanziellen Interessen der Europäischen Union gerichtet ist.‘“

Eine weitere Stellungnahme stammte von Carsten Momsen. Er äußerte sich hinsichtlich von Teilaspekten vertieft, kam aber auch zum Ergebnis, dass die Umsetzung in einem Stammgesetz, dem EUFinzSchStG nicht förderlich sein – nur, weil man so der EuStA Kompetenzen klar zubillige.
Der Deutsche Richterbund stellte, expressis verbis, infrage, ob es nicht ausgereicht hätte, für die Umsetzung auf § 263 StGB, den deutschen generellen Betrugstatbestand zu verweisen.
Weitere Stellungnahmen zum Referentenentwurf stammten von der Bundesrechtsanwaltskammer, der Taxpayers Association of Europe und der Wirtschaftsstrafrechtlichen Vereinigung e. V.

### Umsetzung der PIF Richtlinie 2017/1371 in anderen EU-Mitgliedsstaaten
Griechenland hat die PIF Richtlinie im Mai 2020 umgesetzt. Das Gesetz heißt Ενσωμάτωση στην ελληνική νομοθεσία των Οδηγιών (ΕΕ) 2016/800, 2017/1371, 2017/541, 2016/1919, 2014/57/ΕΕ, κύρωση του Μνημονίου Διοικητικής Συνεργασίας μεταξύ του Υπουργείου Δικαιοσύνης της Ελληνικής Δημοκρατίας και του Υπουργείου Δικαιοσύνης και Δημόσιας Τάξεως της Κυπριακής Δημοκρατίας, τροποποιήσεις του ν. 3663/2008 (Α’99) προς εφαρμογή του Κανονισμού (ΕΕ) 2018/1727 και άλλες διατάξεις. (zu deutsch: NOMOS NR. 4689/2020) Verkündet wurde es im Regierungsblatt 103 / A / 27-5-2020. Es dient der Integration von Richtlinien der EU in die griechische Gesetzgebung. Es setzt insbesondere die Richtlinien 2016/800, 2017/1371, 2017/541, 2016/1919, 2014/57 / EU um. Es besteht zudem eine Ratifizierung des Memorandum of Administrative Cooperation zwischen dem Justizministerium der Hellenischen Republik und dem Ministerium für Justiz und öffentliche Ordnung der Republik Zypern für Änderungen des Gesetzes 3663/2008 (A'99) zur Umsetzung der Verordnung (EU) 2018/1727 und anderer Bestimmungen.
Italien hat ebenfalls seine Gesetze abgeändert und neu strukturiert: Atto del Governo sottoposto a parere parlamentare n. 151 XVIII Legislatura, Schema di decreto legislativo recante norme di attuazione della direttiva (UE) 2017/1371 relativa alla lotta contro la frode che lede gli interessi finanziari dell'Unione mediante il diritto penale.

### Formelle Zuständigkeit nach der EUStA Verordnung
Die Zuständigkeit der Europäischen Staatsanwaltschaft und der nationalen Staatsanwaltschaften wird, je nach Schadensbetrag, Komplexität des Verfahrens und den Zusammenhang mit anderen Straftaten, geteilt. Nach dem in Artikel 24 EUStA-Verordnung normierten System der geteilten Zuständigkeit besteht eine umfassende Informationspflicht aller EU-Einrichtungen und Behörden sowie der Mitgliedstaaten an die Europäische Staatsanwaltschaft über alle Straftaten, die in die Zuständigkeit der Europäischen Staatsanwaltschaft fallen könnten. Die Europäische Staatsanwaltschaft kann ihre Zuständigkeit durch Einleitung eines Ermittlungsverfahrens ausüben oder, bei Anwendung des Evokationsrechtes, ein bereits von nationalen Behörden eingeleitetes Verfahren übernehmen (Artikel 25 Abs. 1 EUStA-VO). Bei Schäden unter 10.000 Euro zum Nachteil der finanziellen Interessen der Union (Artikel 86 Abs. 1 AEUV) darf die Europäische Staatsanwaltschaft ihre Zuständigkeit nur ausüben, wenn diese Strafsache konkrete Auswirkungen auf Unionsebene hat, so dass es erforderlich erscheint, dass die Europäische Staatsanwaltschaft die Ermittlungen führt, oder aber, wenn Mitglieder der Organe der Union, Beamte oder Bedienstete der Union der Begehung der Straftat verdächtig sind.
Bei Nachteilen für finanzielle Interessen der Union unter 100.000 Euro kann bei leichteren Straftaten ein Strafverfahren auch durch Verweisung von nationalen Behörden durchgeführt werden (Artikel 34 Abs. 3 EUStA-VO). Daneben bestehen weitere Einschränkungen der Zuständigkeit (z. B. Überwiegungsklausel).
Die Europäische Staatsanwaltschaft nimmt bei der Verfolgung der Straftaten vor zuständigen Gerichten der Mitgliedstaaten die Aufgaben der nationalen Staatsanwaltschaft wahr.

## Ausweitung der EUStA Kompetenz auf andere grenzüberschreitende Straftaten

### Angedachte Zuständigkeit für Terrorismus
Spätestens seit den Terroranschläge am 13. November 2015 in Paris, die auf die französische Satirezeitschrift Charlie Hebdo und den Musikclub Bataclan verübt wurden, wird über eine Kompetenzerweiterung der EUStA nachgedacht. Demnach soll sie auch für Terrorakte ermittlungsbündelnd zuständig sein und diese strafrechtlich, grenzüberschreitend verfolgen. Die Kommission Juncker brachte in der Rede zur Lage der Union vom 12. September 2018 zum Ausdruck, diese Überlegung stärker auf die Tagesordnung bringen zu wollen (Stärkung des Mandats der Europäischen Staatsanwaltschaft zur Bekämpfung grenzüberschreitender terroristischer Straftaten). Dagegen wendete sich 2020 der Bund Deutscher Kriminalbeamter, der fordert, zunächst einmal die Geldwäsche in den Blick zu nehmen, die auch eng mit Terrortaten zusammenhänge.
Schon 2017 hatte Juncker Folgendes in seiner Rede zur Lage der Union gesagt:

„Die Europäische Union muss auch stärker bei der gemeinsamen Terrorbekämpfung werden. In den letzten drei Jahren sind wir zwar auch diesbezüglich ein großes Stück weitergekommen. Doch im Falle grenzübergreifender terroristischer Bedrohung reagieren wir nicht schnell genug. […] Aus meiner Sicht spricht auch vieles dafür, die neu geschaffene Europäische Staatsanwaltschaft mit der Verfolgung von grenzüberschreitenden terroristischen Straftaten zu betrauen.“

2020 wurden die Forderungen nach den Anschlägen in Wien erneuert. Hierbei geht es um eine Überwachung von Gefährdern und eine effizientere Ermittlungsarbeit gegen Gefährder:

„Attentat in Dresden, Anschläge in Paris, Nizza und Wien: Die Grünen und die CSU fordern konsequentere Maßnahmen gegen islamistische Gefährder. In deutschen Gefängnissen sind laut einer Zeitungsumfrage mehr als 130 Islamisten inhaftiert.“

## Stand des Gesetzwerdungsverfahrens

### Subsidiaritätsprinzip
Die Europäische Kommission betont, dass Straftaten zum Nachteil finanzieller Interessen der Union besser auf Unionsebene zu verfolgen sind. Straftaten zum Nachteil der finanziellen Interessen der Union würden auch von nationalen Behörden der Mitgliedstaaten nicht ausreichend effizient verfolgt.
Zum Vorschlag der Kommission zur Errichtung einer Europäischen Staatsanwaltschaft wurde bis zum 28. Oktober 2013 von 14 Parlamenten aus elf Unionsmitgliedstaaten Subsidiaritätsrügen gemäß Artikel 6 Protokoll Nr. 2 Vertrag von Lissabon erhoben („gelbe Karte“). Die Kommission hielt an ihrem Vorschlag zur Errichtung einer Europäischen Staatsanwaltschaft dennoch fest und sieht ihn konform mit dem Subsidiaritätsprinzip.

### Europäisches Parlament
Am 20. Februar 2014 nahm der Ausschuss für bürgerliche Freiheiten, Justiz und Inneres (LIBE) einen Entwurf eines Zwischenberichts zum Verordnungsentwurf der Kommission zur Errichtung der Europäischen Staatsanwaltschaft an. Es wurden umfassende Änderungen aufgezeigt bzw. verlangt. So soll für Fragen der Strafverfolgung vor einzelstaatlichen Gerichten, der Einstellung des Verfahrens und der Einstellung nach Vergleichen eine rechtliche Überprüfung durch den EuGH erfolgen und nicht nur wie bisher im Kommissionsvorschlag vorgesehen, durch nationale Gerichte möglich sein. Auch sollen die Verfahrensgarantien und Verfahrensrechte von Verdächtigen oder Beschuldigten in Strafverfahren auf einem sehr hohen Niveau gewährleistet werden.
Das Plenum des Europäischen Parlaments stimmte dem am 12. März 2014 zu. Am 28. September 2017 erteilte LIBE die Zustimmung zur Errichtung der Europäischen Staatsanwaltschaft und nahm den Empfehlungsentwurf der italienischen Berichterstatterin Barbara Matera (EVP) an. Auch das EU-Parlament nahm den Vorschlag zur Gründung der Europäischen Staatsanwaltschaft am 5. Oktober 2017 in Straßburg an.
Danach verabschiedete der Rat am 12. Oktober 2017 die Verordnung im Rahmen der verstärkten Zusammenarbeit (EUStA-VO).

### Rat für Justiz und Inneres
Der Rat für Justiz und Inneres schlug am 4. März 2014 eine Behördenstruktur in Form eines Kollegiums nationaler Staatsanwälte vor, die Kommission dagegen eine Behördenleitung durch nur einen Staatsanwalt.

### Kommissionsvorschlag
Der Vorschlag für eine Verordnung des Rates über die Errichtung der Europäischen Staatsanwaltschaft vom 17. Juli 2013 (COM(2013) 534 final) umfasst 75 Artikel:
- Kapitel I: Gegenstand und Begriffsbestimmungen
- Kapitel II: Allgemeine Vorschriften (Anm.: Merkmale der Europäischen Staatsanwaltschaft sowie ihr Status etc.)
- Kapitel III: Vorschriften für Ermittlungs-, Strafverfolgungs- und Gerichtsverfahren
- Kapitel IV: Verfahrensgarantien
- Kapitel V: Gerichtliche Kontrolle
- Kapitel VI: Datenschutz
- Kapitel VII: Finanz- und Personalvorschriften
- Kapitel VIII: Bestimmungen über die Beziehungen der Europäischen Staatsanwaltschaft zu ihren Partnern
- Kapitel IX: Allgemeine Bestimmungen (Anm.: Institutionelle Fragen)
- Kapitel X: Schlussbestimmungen

## Rechtsetzungsverfahren auf europäischer Ebene
Das Verfahren zur Rechtsetzung in der Europäischen Union in Bezug auf die Errichtung einer Europäischen Staatsanwaltschaft ist das Zustimmungsverfahren (Code AVC). Das Europäische Parlament (EP) kann dabei der Annahme des Rechtsaktes des Rates zustimmen oder die Zustimmung verweigern (Vetorecht). Das EP kann den endgültig vorgelegten Vorschlag nicht ändern. Nach Zustimmung des Parlaments entscheidet der Rat über die Annahme des Vorschlags für eine Europäische Staatsanwaltschaft einstimmig (Art. 86 Abs. 1 AEUV).

## EUStA-Generalstaatsanwalt

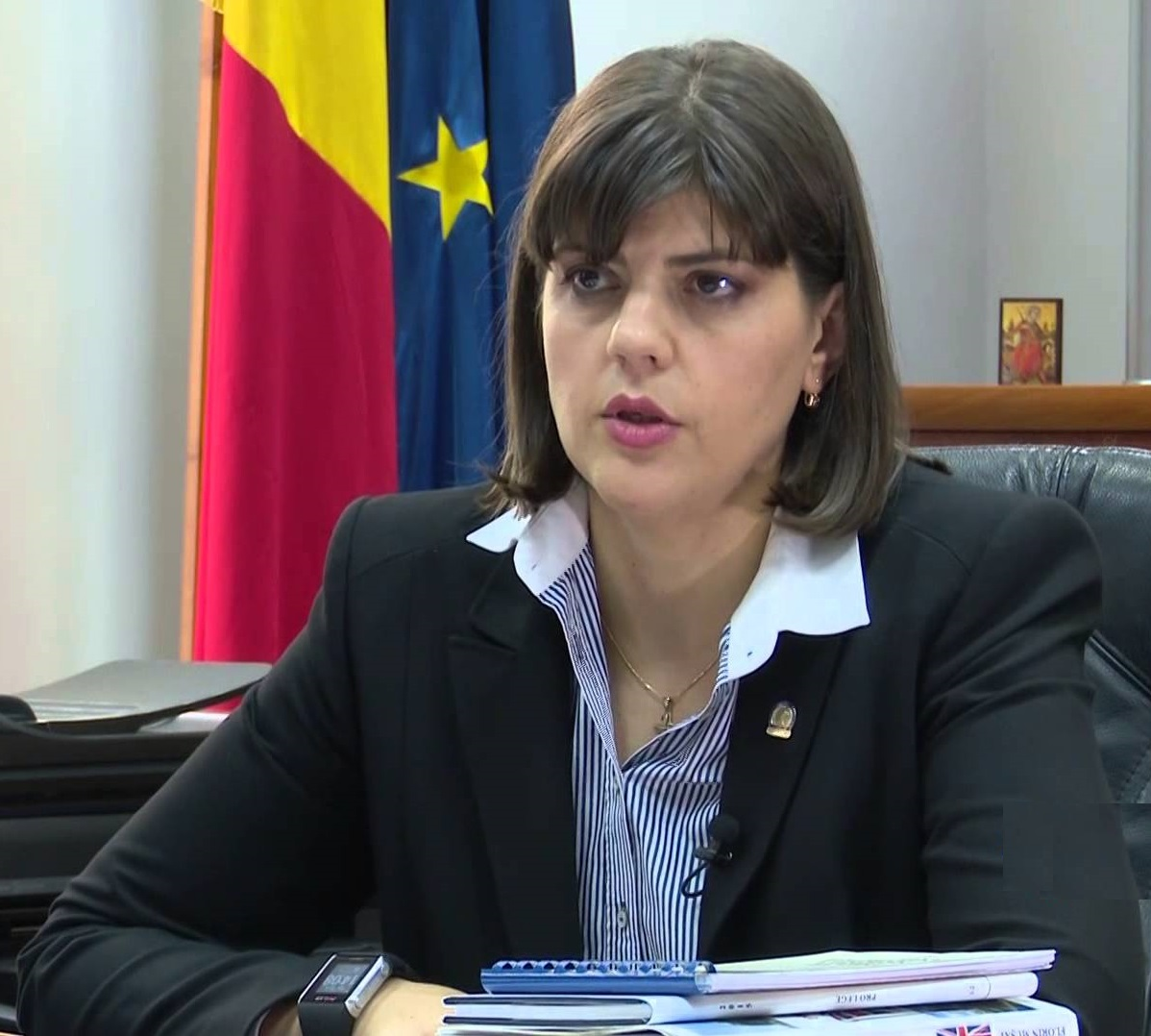
Laura Codruța Kövesi

### Erste Generalstaatsanwältin der EUStA
Im Herbst 2019 nominierten das Europäische Parlament und die EU-Mitgliedsstaaten Laura Codruța Kövesi als erste Generalstaatsanwältin der Europäischen Staatsanwaltschaft. Nach den geltenden gesetzlichen Grundlagen hat Kövesi das Amt bis 2026 inne.
Kövesi sagte in einer Anmerkung Group of States against Corruption (GRECO) 20th General Activity Report [2019], dass sie die EUStA als flexible, erfolgsorientierte Institution sehen wolle, deren Effektivität in den Ermittlungsprozessen durch eine strikte Einhaltung der fundamentalen Garantien des Einzelnen in einem Ermittlungsverfahren gegen seine Person zustünden. Sie möchte, dass die EUStA ein exzellentes Zentrum für finanzbezogene Ermittlungen und der Beschlagnahme von kriminellen Zugwinnen wird, welches die fortschrittlichen Standards des forensischen Datenanalyse beherrscht. Gerade ihre Tätigkeit als Ex-Korruptionschefin der Rumänischen Anti-Korruptionsbehörde mache sie für diese Änderungen wachsam und gewappnet:

“[i] want the EPPO to be a flexible, result-oriented institution, whose effectiveness of proceedings will be accompa-nied by strict compliance with the fundamental guarantees of the persons who are subject to the investigations.In order to properly achieve its mission, the EPPO will have to be fully independent, acting only in the interests of the EU, without taking any instructions from either European or national authorities. I also want it to become a center of excellence in the area of financial investigations and seizure of criminal assets, by implementing advanced standards in forensic accounting and data analysis.My previous experience as the Chief Prosecutor of the Romanian National Anticorruption Directorate makes me also acutely aware of the challenges we are facing.”

### Dauer des Mandats als europäischer Generalstaatsanwalt
Das Mandat des europäischen Generalstaatsanwaltes bzw. der -staatsanwältin ist auf sieben Jahre ausgelegt und kann nicht erneuert werden.

### Stellvertretung des EU-Generalstaatsanwalts
Die Stellvertretung des EU-Generalstaatsanwalts wird in Erwägungsgrund (26), (40; Art 6 Abs. 1, 8 Abs. 3, 10 Abs. 1 und Abs. 7, 11, 15, 16 Abs. 6, 19 Abs. 4k, 34 Abs. 4, 46 erwähnt. Zentral sind Art. 11 und 15, die einmal die Stellung und die Aufgaben (11 Abs. 2: „[…] bei der Erfüllung seiner Aufgaben unterstützen und ihn bei Abwesenheit oder Verhinderung vertreten. […]“) und zudem ein andermal die Ernennung per geheimer Wahl durch das Kollegium (15 Abs. 1) und Entlassung (15 Abs. 2 und 3) regeln. Die Amtszeit ist auf drei Jahre beschränkt. Die EUStA wird eine Geschäftsordnung festlegen und jene wird „die Regeln und Bedingungen für die Ausübung der Funktion eines Stellvertreters des Europäischen Generalstaatsanwalts festgelegen“.

#### Personelle Besetzung (erste Amtszeit 2021–2024)
Am 11. November 2020 sind Danilo Ceccarelli und Andrés Ritter (s. unten) in das Amt des Stellvertreters des europäischen Generalstaatsanwalts gewählt worden.

## Weiterer Aufbau der EUStA

### Grundsätzliche Struktur/Organigramm
Die EUStA ist zweistufig aufgebaut. Die Struktur wird als Hybridstruktur beschrieben.
Der Generalstaatsanwalt leitet die EUStA und vertritt sie nach außen. Er wird grundsätzlich von zwei Vertretern umgeben (abgewandeltes primus inter pares Prinzip). Alle drei Personen sitzen dem Kollegium vor.

### Die Administration (Verwaltungsgremium)
Während der Errichtung der EUStA nahm ein Interimsdirektor gemäß Art. 20 der Verordnung (EU) 2017/1939 wahr. Als Interimsdirektor war gemäß Art. 20 Abs. 1 lit. a Verordnung (EU) 2017/1939 nach Anhörung des Rates ein Beamter der Kommission zu ernennen. Er war für den vorläufigen Verwaltungsapparat zuständig und nahm z. B. Einstellungen (Dienstverträge etc.), s. Art. 20 Abs. 2 Verordnung (EU) 2017/1939 und finanzielle Liquidätsbereitstellungen für die Anfangsphase der EUStA sowie die Suche nach einem geeigneten Ort in Luxemburg vor.

#### Der erste Interimsdirektor der EUStA
Den Posten des ersten Interimsdirektors der EUStA übernahm der EU Beamte Monsieur Olivier Salles aus Belgien. Salles veröffentlichte für den European Court of Auditors einen Artikel, indem er die EUStA the „new kid on the [EU] Block“ nannte.

#### Der zweite Interimsdirektor der EUStA
In Art. 20 Abs. 3 der Verordnung (EU) 2017/1939 heißt es: „Sobald das Kollegium seine Tätigkeit gemäß Artikel 9 Absatz 1 aufnimmt, übt der Interimsverwaltungsdirektor seine Tätigkeit gemäß Artikel 18 aus.“ Art. 18 legt den Status des Verwaltungsdirektors fest. Damit ist festgehalten, dass der zweite Interimsdirektor auch der erste (permanente) Verwaltungsdirektor der EUStA wird. Am 18. Mai 2020 hat die Kommission bekannt gegeben wer der Nachfolger von Monsieur Olivier Salles sein wird. Demnach übernimmt Richard Sonnenschein den Posten für die verbleibende Interimszeit.

#### Der Verwaltungsdirektor der EUStA (Art. 18/19 der Verordnung (EU) 2017/1939)
Der erste Verwaltungsdirektor (Stand: September 2020) ist noch nicht ernannt. Sein Status richtet sich nach Art. 18 der Verordnung. Seine Tätigkeiten richten sich nach Art. 19 der EUStA-VO.

### Das Kollegium (Leitungsgremium)
Das Kollegium der EuStA besteht aus je einem Europäischen Staatsanwalt und dem Generalstaatsanwalt sowie seinen beiden Vertretern.

#### Arbeitssprache der Europäischen Staatsanwaltschaft
Die Festlegung der Arbeitssprache der EUStA ist eine Entscheidungsangelegenheit des Kollegiums der EUStA. Seit 30. September 2020 ist in Art. Abs. 1 der EUStA Entscheidung 002/2020 festgelegt, dass Englisch für operationelle und administrative Aktivitäten die Arbeitssprache ist. Lt. Art. 1 Abs. 2 derselben Entscheidung soll die französische Sprache in Verbindung mit der englischen Sprache in der Kommunikation mit dem EuGH verwendet werden.

#### Die Europäischen Staatsanwälte
Die Europäischen Staatsanwälte sind von den delegierten europäischen Staatsanwälten und dem EU-Generalstaatsanwalt zu trennen.
Sie stehen den delegierten europäischen Mitgliedsstaaten, die in den Mitgliedsstaaten ermitteln, leitend und in einer Chefposition vor.

##### Die Europäischen Staatsanwälte der ersten Amtsperiode (von 2020–2026 und 2020–2023)
Seit Ende Juli 2020 sind die ersten Europäischen Staatsanwälte des ersten Jahrgangs der europäischen Staatsanwälte vom Rat der EU ernannt worden und seitdem namentlich bekannt. Am 28. September 2020 wurden die Europäischen Staatsanwälte vor dem dafür zuständigen Richter am Europäischen Gerichtshof auf ihr Amt vereidigt.
Namentlich sind folgende 22 Europäischen Staatsanwälte ernannt worden:
- Frédéric Baab
- Cătălin-Laurențiu Borcoman
- Jaka Brezigar
- Danilo Ceccarelli (Stellvertreter)
- Gatis Doniks
- Yvonne Farrugia
- Teodora Georgieva
- Daniëlle Goudriaan
- Petr Klement
- Tomas Krušna
- Tamara Laptoš
- Katerina Loizou
- Ingrid Maschl-Clausen
- José Eduardo Moreira Alves d’Oliveira Guerra
- Juraj Novocký
- Andrés Ritter (Stellvertreter)
- Maria Concepción Sabadell Carnicero
- Gabriel Seixas
- Kristel Siitam-Nyiri
- Grażyna Stronikowska
- Harri Tiesmaa
- Yves Van Den Berge
- Dimitrios Zimianitis

Die Europäischen Staatsanwälte übernehmen in der Sache koordinierende und im Kollegium strategisch-planerische Aufgaben. Sie entscheiden im Kollegium in Abstimmung mit dem Europäischen Generalstaatsanwalt.
Der Entscheidung im Kollegium sollen interne Entscheidungsregeln (Procedural Rules) zugrunde liegen. Die Ausarbeitung ist für 2020 vorgesehen.

#### Die Ständigen Kammern der EUStA
Die Ständigen Kammern der EuStA bestehen aus je drei Mitgliedern. Ihr gehören zwei Europäische Staatsanwälte an. Dazu kommen der Europäische Generalstaatsanwalt, einer seiner Vertreter oder ein Europäischer Staatsanwalt als Vorsitzende, vgl. Art. 10 der EUStA-Verordnung.
Die Kammern sind dafür zuständig, die Ermittlungen der delegierten europäischen Staatsanwälte zu kontrollieren. Die Kammern entscheiden vor allem über die Erhebung der Anklage oder die Einstellung eines Verfahrens. Das Evokationsrecht des Art. 27 der Verordnung (EU) 2017/1939 kann die Kammer ebenfalls anordnen.

### Delegierte Europäische Staatsanwälte (Kern der Ermittlungsarbeit der EUStA)
Betrachte man den Aufbau der EUStA hierarchisch, so finden sich unterhalb der Kammer die delegierten europäischen Staatsanwälte.
Delegiert stammt von lateinisch delegare und mein grundsätzlich ‚abordnen‘. Die delegierten europäischen Staatsanwälte werden aber de facto nur „auf dem Papier“ nach Luxembourg abgeordnet. Ihre Arbeit führen sie vor Ort, in ihrem jeweiligen Mitgliedsstaat durch. In ihrer Arbeit sollen sie unabhängig, d. h. frei von Weisungen durch nationale Behörden sein.
Auf nationaler Ebene sind die delegierten Europäischen Staatsanwälte für die Verfolgung der PIF Straftaten zuständig (siehe für Übersicht Brodowski). Insgesamt soll es laut einer EUStA internen Vereinbarung 140 delegierte europäische Staatsanwälte in den Mitgliedsstaaten geben. Laut einer Mitteilung von Christine Lambrecht auf der November-Konferenz während der deutschen EU-Ratspräsidentschaft (s. unten) soll es elf deutsche delegierte europäische Staatsanwälte geben: „[…] Wir haben im Sommer die gesetzliche Grundlage dafür gelegt, dass die Europäische Staatsanwaltschaft in Deutschland ermitteln kann: mit elf Delegierten Europäischen Staatsanwältinnen und Staatsanwälten in Berlin, Frankfurt am Main, Hamburg, Köln und München.“
Die Sprecher der EUStA haben immer wieder über die sozialen Medien im Jahr 2021 bekannt gegeben, wie viele delegierte Staatsanwälte bereits mitgeteilt wurden. Am 11. März 2021 sagt Didier Reynders: “I reaffirmed today during the #JAH Council the urgency to set up European Public Prosecutor’s Office and I therefore insisted that Member States speed up the appointment procedure to be ready by end April.” Die Tabelle listet gem. der bekannt gewordenen Mitteilungen die Zahlen auf. Die Justizministerien der Mitgliedsstaaten mussten der Anklagebehörde in Luxembourg die Mitteilungen zusenden.
| BE                                     | BG               | DE                                 | EE               | FI | FR            | GR | IT | KR            | LE | LT                              | LUX | MA | ND               | AU | PT           | RU                               | SK | SP | SL                                 | TR                                              | ZY |
| -------------------------------------- | ---------------- | ---------------------------------- | ---------------- | -- | ------------- | -- | -- | ------------- | -- | ------------------------------- | --- | -- | ---------------- | -- | ------------ | -------------------------------- | -- | -- | ---------------------------------- | ----------------------------------------------- | -- |
| 1 1                                    | 10               | 1 10                               | 2                |    | 5             |    |    | 2 (2)         |    | 3 4                             |     |    | 2                |    | 4            | 6 6                              |    |    | 5 4                                | 3 3 2                                           |    |
| 17. März 2021 Mitteilung 11. März 2021 | 17. Februar 2021 | 2. Dezember 2020 25. November 2020 | 2. Dezember 2020 |    | 26. März 2021 |    |    | 26. März 2021 |    | 3. Februar 2021 21. Januar 2021 |     |    | 10. Februar 2021 |    | 9. März 2021 | 10. Februar 2021 29. Januar 2021 |    |    | 9. Dezember 2020 25. November 2020 | 26. März 2021 5. Februar 2021 23. Dezember 2020 |    |
|                                        |                  |                                    |                  |    |               |    |    |               |    |                                 |     |    |                  |    |              |                                  |    |    |                                    |                                                 |    |

Im EUStAG finden sich die für Deutschland geltenden exekutiven Durchführungsbestimmungen der Verordnung 2017/1939 (Actualités). Am System der delegierten Staatsanwälte wird kritisiert, dass sie nicht nur für die EU Staatsanwaltschaft, sondern auch für ihren eigenen Mitgliedsstaat ermitteln können. Diese Ämterpatronage wird aus Unabhängigkeitsgesichtspunkten sowohl von Laura Kövesi selbst als auch im strafrechtswissenschaftlichen Schrifttum kritisch gesehen. Die Stellung nationaler Staatsanwälte ist in der EU nicht harmonisiert. In einige Mitgliedsstaaten, wie Deutschland, wird die „justizpolitische Weisungsbefugnis“ der Vorgesetzten kritisch gesehen – auch noch dann, wenn Regelungen in der Verordnung und dem nationalen Durchführungsgesetz bestehen, die die Unabhängigkeit der delegierten Staatsanwälte sicherstellen sollen.

### Beschäftigungssituation der delegierten europäischen Staatsanwälte
Die delegierten europäischen Staatsanwälte sind unabhängige Staatsanwälte. Ihr Mandat dauert grundsätzlich drei bis maximal fünf Jahre (Amtszeit ist danach erneuerbar). Sie unterliegen nicht der Weisungsbefugnis des jeweiligen nationalen Justizministers (siehe für Deutschland seit 07/2020 § 142b GVG).

#### Ernennung und Entlassung
Die Bedingungen und Nominierungskriterien, die die Kandidaten aufweisen müssen, richten sich auch nach den grundsätzlichen Beschäftigungsmodalitäten von EU Beamten. Die Bedingungen sind in Art. 16 der Verordnung (EU) 2017/1939 (Artikel 16 Ernennung und Entlassung der Europäischen Staatsanwälte) expressis verbis niedergelegt.

#### Besoldung und Stellung
Die Besoldung der delegierten europäischen Staatsanwälte in Deutschland war im RefE zum EUStAG kritisch beleuchtet worden. Grundsätzlich ist die Besoldung der Staatsanwälte in Deutschland Sache der Länder. Hier werden Staatsanwälte in der Besoldungsgruppe R geführt und bekommen äquivalente Bezüge zu denen eines Richters. Die Besoldung durch die Mitgliedsstaaten wurde allerdings hinderlich für die Unabhängigkeit der delegierten europäischen Staatsanwälte angesehen.
Tschechien hat eine Besoldungsliste veröffentlicht.
Die Verordnung nennt in Abschnitt 2, der mit „Personalbestimmungen“ überschrieben ist, die Beschäftigungssituation der delegierten europäischen Staatsanwälte Deutschlands. Gem. Art. 96 der Verordnung (EU) 2017/1939 gilt für sie das Beamtenstatut und die Beschäftigungsbedingungen für die sonstigen Bediensteten der Union (Verordnung Nr. 31 (EWG), 11 (EAG) des Rates über das Statut der Beamten und über die Beschäftigungsbedingungen für die sonstigen Bediensteten der Europäischen Wirtschaftsgemeinschaft und der Europäischen Atomgemeinschaft; ABl. 45 vom 14. Juni 1962, S. 1385).

##### Delegierte Staatsanwälte als „Sonderberater“ der EUStA
Auf der ersten Blick befremdlich wirkt die Stellung der delegierten Staatsanwälte als „Sonderberater“. Gem. Anhang XIII. 1. des Statuts sind die delegierten Staatsanwälte sog. „sonstige Bedienstete der Europäischen Union“.
Im Gegensatz zu den Europäischen Staatsanwälten (die ihnen weisungsbereit vor stehen) und die sog. temporäre Beschäftigungsverhältnisse (Beschäftigung auf Zeit „voll“) haben, haben die delegierten Staatsanwälte nur Zeitabschnitts-Beschäftigungsverhältnisse gem. Art. 5 des Anhangs XIII. 1. des Beamtenstatus der Unionsbeamten.
Dort heißt es ausschnittsweise:

„Sonderberater im Sinne dieser Beschäftigungsbedingungen ist ein Bediensteter, der wegen seiner außergewöhnlichen Qualifikationen und ungeachtet anderweitiger beruflicher Tätigkeiten eingestellt wird, um einem der Organe der Union seine Dienste regelmäßig oder während bestimmter Zeitabschnitte zur Verfügung zu stellen, und der seine Bezüge aus Mitteln erhält, die dafür in dem Einzelplan des Haushaltsplans seines Organs pauschal bereitgestellt werden.
Die Begriffe sind alle auslegungsbedürftig. Im Regelfall wird eine ‚außergewöhnliche Qualifikation‘ aufgrund des Sachzusammenhangs der Strafverfolgung auf dem Gebiet der Ermittlungstätigkeit im nationalen Mitgliedsstaat nachgewiesen werden müssen (Bewerbungsaufrufe der EUStA wurden als ‚call for application im EU-eigenen Bewerbungsportal‘ veröffentlicht). Für Deutschland bedeutet dies die Zulassung (sog. Befähigung i. S. d. Art. 33 Abs. 5 GG) zum Richteramt im Sinne des § 5“

Diese ist gegeben, wenn ein Studium der Rechtswissenschaften an einer deutschen Universität durchgeführt wurde, welches mit einer (zumeist überdurchschnittlich) bestandenen sog. Ersten Juristischen Prüfung abgeschlossen wurde. Zudem muss im Anschluss an die Erste Prüfung ein staatlicher, regelmäßig noch zweijähriger Vorbereitungsdienst (sog. Rechtsreferendariat) in einem der 16 Bundesländer bei dem dafür zuständigen Justizprüfungsamt für die Zweite Juristische Prüfung durchgeführt worden sein. Die Zweite Juristische Prüfung muss ein mind. ähnlich erfolgreiches Ergebnis wie die Erste Juristische Prüfung aufweisen, um die Einstellungsvoraussetzungen für den Justizdienst zu erfüllen. Mit einer Einstellung als Staatsanwalt oder Richter auf Probe, der als Staatsanwalt abgeordnet sein kann, beginnt die Justizlaufbahn. In der Regel werden die zuständigen Justizminister die beamtenrechtliche Zuweisung gem. § 20 / § 29 zukünftig, wie in der Praxis üblich, von der Laufbahn und den gesammelten Erfahrungen im Justizdienst abhängig machen und schließlich die Subsumtion unter die Art. 5, 123, 124 das Beamtenstatut der EU vorschlagen/vornehmen.
Diese Kriterien finden sich auch in einem Dokument des Hamburger Richtervereins e. V. wieder. Dort heißt es einerseits: „Gemäß Artikel 17 Absatz 1 EUStA-VO werden die von den Mitgliedstaaten benannten delegierten Europäischen Staatsanwälte auf Vorschlag des Europäischen Generalstaatsanwalts für eine verlängerbare Amtszeit von fünf Jahren durch das Kollegium, bestehend aus dem Europäischen Generalstaatsanwalt und den Europäischen Staatsanwälten, ernannt. Im Falle ihrer Ernennung wird den Staatsanwältinnen und Staatsanwälten die Tätigkeit bei der Europäischen Staatsanwaltschaft gemäß § 20 Beamtenstatusgesetz durch den jeweiligen Dienstherrn (teil-) zugewiesen“. Andererseits werden die Voraussetzungen, die aus Art. 17 Abs. 2 Verordnung (EU) 2017/1939 erkannt werden, spezifiziert. Demnach muss ein deutscher delegierter europäischer Staatsanwalt "[…]: folgende Voraussetzungen erfüllen.

#### Voraussetzungen für Qualifikation als delegierter europäischer Staatsanwalt lt. Kollegumsvereinbarung der EUStA
Die EUStA hat im September 2020 erstmals Bedingungen für die Beschäftigung (Decision 001/2020) der delegierten europäischen Staatsanwälte verabschiedet, was bereits vorher bekannt gewesen war.

#### Voraussetzungen für Qualifikation als delegierter europäischer Staatsanwalt Deutschlands lt.Hamburger Richterverein
Der Hamburger Richterverein hat diese konkretisiert in einem Interessenbekundungsverfahren weitergegeben:
- aktive Mitgliedschaft der Staatsanwaltschaft oder Richterschaft ihres jeweiligen Mitgliedstaats (Eingangs- oder Beförderungsamt),
- einschlägige praktische Erfahrungen im Rahmen ihrer jeweiligen nationalen Rechtsordnung, insbesondere Kenntnisse in großen Wirtschaftsstrafsachen, im Steuerstrafrecht und in internationaler Zusammenarbeit
- sehr gute Kenntnisse (Sprachniveau entspricht mindestens C 1) der englischen Sprache,
- ausgeprägte Teamfähigkeit,
- hohes Maß an Flexibilität und Einsatzbereitschaft und Bereitschaft zur Wahrnehmung von In- und Auslandsdienstreisen.
- Wünschenswert sind daneben: gute Kenntnisse (Sprachniveau entspricht mindestens B 2) der französischen Sprache sowie
- interkulturelle Kompetenzen, die die Zusammenarbeit mit Europäischen Delegierten Staatsanwälten anderer Mitgliedstaaten erleichtern.
- Die Aufgabe als Delegierter Europäischer Staatsanwalt kann auch in Teilzeit wahrgenommen werden."

Die delegierten europäischen Staatsanwälte, so entspricht es dem „Double Hat-System“ (unter dem Hut des jeweiligen Mitgliedstaates) sind somit sowohl für ihren Mitgliedstaat ermittelnd tätig als auch ggf. im Falle der Kompetenz der EUStA für die EU. Dieses System wird als eine Ämterhäufung beschrieben.
Gem. Art. 96 Abs. 5 der Verordnung (EU) 2017/1939 genießen die delegierten europäischen Staatsanwälte als Personal der EUStA „Vorrechte und Befreiungen der Europäischen Union“, also letztlich Immunität im Falle von Strafverfolgung nach dem Protokoll Nr. 7 zum EUV.
Weiterhin zentral sind die Bestimmungen, die in Art. 96 Abs. 6 der Verordnung (EU) 2017/1939 niedergelegt sind. Dort heißt es:

„(6) Die Delegierten Europäischen Staatsanwälte werden als Sonderberater gemäß den Artikeln 5, 123 und 124 der Beschäftigungsbedingungen eingestellt. Die zuständigen nationalen Behörden erleichtern den Delegierten Europäischen Staatsanwälten die Wahrnehmung ihrer Aufgaben gemäß dieser Verordnung und sehen von Handlungen und politischen Maßnahmen ab, die sich nachteilig auf ihre Laufbahn oder ihren Status im nationalen Strafverfolgungssystem auswirken könnten. Insbesondere stellen die zuständigen nationalen Behörden den Delegierten Europäischen Staatsanwälten die Ressourcen und die Ausrüstung zur Verfügung, die sie für die Wahrnehmung ihrer Aufgaben gemäß dieser Verordnung benötigen, und tragen dafür Sorge, dass sie vollständig in die nationalen Strafverfolgungsbehörden eingebunden werden. Es wird sichergestellt, dass angemessene Regelungen bestehen, damit die im nationalen System gewährten Rechte der Delegierten Europäischen Staatsanwälte in Bezug auf soziale Sicherheit, Altersversorgung und Versicherung beibehalten werden.“

Hierunter fällt das Geschäftsstellenpersonal einer Staatsanwaltschaft. Also insbesondere die zuständigen Rechtspfleger, Amtsanwälte und Urkundsbeamten. Nach § 152 GVG könnten diese dem delegierten europäischen Staatsanwälten für die Dauer der Ermittlungen für die EUStA unterstehen. Die Geschäftsstellenbeamten könnten möglicherweise auch von der EUStA zeitweise zu besolden sein (nämlich als sog. „Örtlicher Bediensteter“ nach Art. 4 des Beamtenstatus der EU für sog. „Hilfstätigkeiten“ des den Dienst aquirierenden Organs der Union).
Weiterhin zentral für die Besoldung ist der folgende Satz in Art. 96 Abs. 6 der Verordnung (EU) 2017/1939:

„Zudem wird sichergestellt, dass die Gesamtvergütung eines Delegierten Europäischen Staatsanwalts nicht geringer ausfällt, als die Vergütung, die er bekommen hätte, wenn er lediglich nationaler Staatsanwalt geblieben wäre. Die allgemeinen Arbeitsbedingungen und das Arbeitsumfeld der Delegierten Europäischen Staatsanwälte fallen in den Verantwortungsbereich der zuständigen nationalen Justizbehörden.“

Die Besoldung nationaler Staatsanwälte richtet sich nach der jeweils geltenden Besoldungstabelle für Staatsanwälte. Dies bedeutet, dass nicht pauschal gesagt werden kann, wie hoch die Besoldung ist (Einstieg: ca. 4000/4600 Euro als Staatsanwalt am AG oder LG, bis zu 11.000 Euro als Bundesanwalt = besoldunsgrechtliche, amtsangemesse und erfahrungstabellarisch bedingte Spannweite, siehe auch BesG). Dies ist an sich so, da die Länder und nicht der Bund in Deutschland für die Besoldung ihrer Beamten zuständig sind. Die Trennung zwischen Landes- und Bundesbeamten gilt also auch hier. Möglicherweise führt dieser Satz zu unterschiedlichen Besoldungen der delegierten europäischen Staatsanwälte Deutschlands (z. B. Baden-Württemberg [Stand: 28. August 2020] 4623,91 und Berlin 4480,25). Der Wert, den die EU „zahlt“, müsste also für die deutschen delegierten europäischen Staatsanwälte gleich weit oben wie die oder über der höchsten nationalen Besoldung liegen.

### Lokalisierung der delegierten europäischen Staatsanwälte in Deutschland
Gem. § 141 GVG soll sich bei jedem deutschen Gericht eine Staatsanwaltschaft befinden. Für die delegierten europäischen Staatsanwälte wurde allerdings im neu geschaffenen EUStAG eine Änderung vorgesehen.
Laut § 143 Abs. 6 GVG wird die örtliche Zuständigkeit nicht speziell begrenzt sein, sondern sich auf das gesamte Gebiet der Bundesrepublik beziehen. Dazu heißt es im Referentenentwurf zum EUStAG:

„Gemäß Artikel 13 Absatz 2 Satz 2 der EUStA-Verordnung soll der Europäische Generalstaatsanwalt nach Beratung und Einigung mit den einschlägigen Behörden der Mitglied-staaten die Anzahl der Delegierten Europäischen Staatsanwälte sowie die funktionale und räumliche Aufteilung der Zuständigkeiten zwischen den Delegierten Europäischen Staatsanwälten genehmigen. Die Konferenz der Justizministerinnen und Justizminister der Länder hat sich bei ihrer Tagung am 15. November 2018 dafür ausgesprochen, dass die für Deutschland vorgesehenen Delegierten Europäischen Staatsanwälte in Zentren in den Ländern Bayern, Berlin, Hamburg, Hessen und Nordrhein-Westfalen konzentriert werden‘.“

### Zentren vs. Nichtzentrenländersystem
Das System Zentren vs. Nichtzentrenländer wurde im Rahmen einer Verwaltungsvereinbarung zwischen den sechzehn deutschen Bundesländern ersonnen, die vom Land NRW ausgegangen war und auch entworfen wurde.

#### Fünf Länderzentren als Sitz der EUStA in Deutschland
„Die Ansiedlung soll jeweils bei einer Generalstaatsanwaltschaft oder einer Staatsanwaltschaft erfolgen. Gemäß § 3 Absatz 3 EUStAG-E sollen diese Dienstorte der Delegierten Europäischen Staatsanwälte als ‚Sitz‘ der EUStA in der Bundesrepublik Deutschland gelten, soweit die Strafprozessordnung zur Bestimmung der örtlichen Zuständigkeit des Ermittlungsrichters an den Sitz der Staatsanwaltschaft beziehungsweise ihrer Zweigstelle anknüpft. […]“

Die Zentren liegen in Berlin, Frankfurt am Main, Hamburg, Köln und München.

### Kandidaten der deutschen Ämter (deutsche europäische Staatsanwälte)
Deutschland musste gem. Artikel 16 der EUStA-Verordnung drei Kandidaten für das Amt des deutschen Europäischen Staatsanwaltes vorschlagen.

#### Der deutsche Europäische Staatsanwalt

##### 1. Deutscher Europäischer Staatsanwalt (Amtsperiode 2020–2026)
Andrés Ritter ist vom Rat der EU zum ersten deutschen Europäischen Staatsanwalt ernannt worden. Seine Amtszeit beginnt mit der Initiationsankündigung, also der Arbeitsaufnahme der Europäischen Staatsanwaltschaft.
In einem Interview mit der Journalistin Annette Riedel sagte Andrés Ritter: „Ich arbeite seit 25 Jahren praktisch im Bereich der Rechtshilfe. Ich habe noch die Zeiten erlebt, wo man Rechtshilfeersuchen über Justizministerium und Auswärtiges Amt schicken musste. Dass sich das in diese Richtung entwickelt hat, dass die direkte Zusammenarbeit möglich ist und jetzt mit der Europäischen Staatsanwaltschaft sogar integriert stattfindet, das ist ein Meilenstein hinsichtlich dessen, was Strafverfolgung leisten kann. Das ist etwas, was man bei all dieser Diskussion nicht ausblenden sollte, um nicht die Sinnhaftigkeit einer solchen Behörde aus letztendlich allgemeinen Erwägungen infrage zu stellen.“ Andrés Ritter ist studierter Jurist. Er war vor seiner Tätigkeit als deutscher Europäischer Staatsanwalt über 20 Jahre in der mecklenburg-vorpommerischen Justiz tätig. Hier leitete er lange Jahre die Staatsanwaltschaft Rostock. Ritter spricht mehrere Sprachen (Spanisch, Deutsch, Englisch und Französisch).
Andrés Ritter drängte gegenüber Riedel deutlich auf die Bezeichnung, dass er „[…] nicht der Mann für Deutschland [sei]. […] [Er sei] der Mann aus Deutschland für die Europäische Union und für den europäischen Steuerzahler.“

#### Die von Deutschland an die EUStA delegierten europäischen Staatsanwälte
Bis zum August 2020 waren die delegierten europäischen Staatsanwälte nicht namentlich in der Öffentlichkeit bekannt (zu ihrer Aufgabe und Funktion, siehe oben).
Am 19. Oktober 2020 empfing die EU-Generalstaatanwältin Post von der deutschen Staatssekretärin Margaretha Sudhof, die der EUStA, offiziell und im Namen des Bundesministeriums für Justiz und Verbraucherschutz, neun Namen von Kandidaten für das Amt als delegierter europäischer Staatsanwalt Deutschlands nannte. Laut Ländervereinbarung sollten die delegierten Staatsanwälte am 1. November 2020 ernannt werden. Gemäß Art. 1 der EUStA Entscheidung 19/2020 wurden zehn Namen verkündet; diese Personen sind für eine erneuerbare Zeit von fünf Jahren ernannt.

#### Die ersten delegierten europäischen Staatsanwälte Deutschlands (2021)
In Hamburg und Niedersachsen ermitteln Oberstaatsanwalt Jörg Schröder und Catrin Knuth von der Staatsanwaltschaft Hamburg. In Frankfurt ermitteln eine Oberstaatsanwältin und eine Staatsanwältin der Staatsanwaltschaft Frankfurt. Eva Kühne-Hörmann wies darauf hin, dass „[d]iese [beiden] für die Bearbeitung von Ermittlungsverfahren aus den Bundesländern Hessen, Rheinland-Pfalz und dem Saarland zuständig [sind]. Dazu kommt eine Oberstaatsanwältin vom Generalbundesanwalt, die originär für die Bearbeitung von Revisionen in Verfahren der Europäischen Staatsanwaltschaft zuständig ist, zunächst aber auch Ermittlungsverfahren der Europäischen Staatsanwaltschaft aus Baden-Württemberg übernimmt.“ In München ermittelt Oberstaatsanwalt Marcus Paintinger.
Die Berliner Generalstaatsanwältin Margarete Koppers und der Berliner Justizsenator Dirk Behrendt gaben bekannt, dass „Berlin […] die organisatorischen und administrativen Vorbereitungen für den Berliner Standort rechtzeitig zum Start abgeschlossen [habe]“.
Peter Biesenbach bestätigte die Arbeitsaufnahme in NRW.

#### Die Ermittlungsarbeit der delegierten europäischen Staatsanwälte Deutschlands
Die delegierten europäischen Staatsanwälte Deutschlands führen ihre Ermittlungen auf Basis der Vorgaben der nationalen Strafprozessordnung (StPO).
Dazu sagte der Erste Europäische Staatsanwalts Deutschlands im Interview mit Beck -aktuell Heute im Recht im November 2021:

„Ritter: Sie haben ihren Status beispielsweise als deutsche oder französische Staatsanwälte behalten, aber sind in keine nationale Hierarchie eingebunden, also nicht etwa vom Generalstaatsanwalt oder vom LOStA abhängig, sondern nur uns verbunden. Wir übernehmen die Rolle einer deutschen Staatsanwaltschaft: Das ganze Verfahren läuft eigentlich so, wie man es kennt – vor dem nationalen Gericht und mit der jeweiligen Strafprozessordnung, aber mit uns als Anklagebehörde. Die deutschen Staatsanwaltschaften müssen uns mögliche Fälle melden, und wir können die dann an uns ziehen. Wir können aber auch selbst ein Verfahren einleiten [Art. 28 Abs. 4 VO], so wenn die Polizei oder ein Ministerium beim Verdacht einer Straftat an uns herantritt [Art. 25, 27 VO]. Der Delegierte Europäische Staatsanwalt kann somit an Durchsuchungen teilnehmen, Verhaftungen veranlassen, Telefonüberwachungen beantragen – er hat alle Rechte, die ein deutscher Staatsanwalt hätte, und das sogar bundesweit [Art. 30 VO]. Verankert ist das hierzulande im ‚Gesetz zur Durchführung der EU-Verordnung zur Errichtung der Europäischen Staatsanwaltschaft‘ (EUStAG) [s. oben]. Die Gerichte werden das vor allem daran merken, dass der Briefkopf ein anderer ist und die Akten eine andere Farbe haben, nämlich blau.“

Die Vorgaben für die DelgEUStaatsanwälte ergeben sich primär aus der Verordnung.

## Besonderheiten des Arbeitsprozesses der EUStA
Die EUStA soll ein auf informationstechnologischen Grundlagen ausgearbeitetes, modernes und für die internen Arbeitsabläufe optimiertes Fall-Management-System (Case-Management-System) bekommen. Bei der Konstruktion des Case-Management-Systems orientieren sich die Beauftragten maßgeblich am Case Management Systems von OLAF, dem Europäischen Büro zur Betrugsbekämpfung (nunmehr hauptsächlich administrative, verwaltungsrechtliche Untersuchungen).

### Interne Arbeitsprozessregeln (Internal Rules of Procedure)
Unter allen College Decisions, also jenen Entscheidungen, die das Kollegium im Jahr 2020 vor der vollständigen Arbeitsaufnahme getroffen hat, ist das 50-seitige Dokument, welches die internen Arbeitsprozessregeln enthält und am 12. Oktober 2020 in Kraft trat, das Bedeutsamste. Im O-Ton wurden die Regeln unter folgendem Titel veröffentlicht: Internal Rules Of Procedure Of The European Public Prosecutor’s Office / College Decision 003/2020. Das Dokument enthält 72 Artikel und wird der gesamten, internen Arbeit der EUStA zu Grunde liegen.

### Datenschutzregeln
Die Ermittlungen der EUStA sind besonders datenschutzintensiv, d. h. potentiell in die Datenschutzrechte eingreifen. Es gilt die auf EU-Ebene und in den Mitgliedsstaaten unmittelbar geltende Datenschutzgrundverordnung. Zusätzlich ist die Judikatur zu Verstößen anwendbar.
Daher können die Decisions 005/2020, 006/2020, 008/2020 und 009/2020 die für die Ermittlungsarbeit und die interne Arbeit der EUStA gilt, ebenfalls als wichtiges Dokument für den besonderen Arbeitsprozess der EUStA eingestuft werden.
Im nationalen Raum ist der Bundesbeauftragte für Datenschutz und die Informationsfreiheit verantwortlich die Zentren der delegierten Staatsanwälte zu überwachen.

### Technische Ausstattung
Die EuStA wird zentral ausgestattet und hat zusätzlich einen eigenen IT-Dienstleister in jedem Mitgliedsstaat, indem sie ansässig ist.
In Deutschland bspw. lautete die Ankündigung dazu so: „Dazu stellt der IT-Dienstleister der Justiz-NRW die Einrichtung der notwendigen IT-Infrastruktur der Delegierten Europäischen Staatsanwältinnen und Staatsanwälte und damit das technische Rückgrat der operativen Ebene der EUStA in Deutschland.“

## Entwicklungen 2020/1 (designierte „Startjahre“)

### COVID-19-Auswirkungen auf kriminelle Betrugs-Szenarien
Annette Riedel brachte für Deutschlandfunk Kultur in einem Interview mit dem Europäischen Staatsanwalt Andrés Ritter das Gespräch im August 2020 auf die Corona Hilfsfonds (Wiederaufbaufonds) und betonte, dass die Auszahlungen zur Abmilderung von COVID-19 die Bedeutung der EUStA deutlich erhöhe.
Laut Laura Codruța Kövesi wird die COVID-19-Pandemie möglicherweise einen Einfluss auf die Betrugsuntersuchungen, die Ende 2020 beginnen werden, haben. Sie befürchtet kriminelle Gruppen könnten die Situation ausnutzen (was Europol bereits im März 2020 bestätigte: Verbrechen nähmen in der Coronazeit zu – vor allem im Internet), womit sie unterschwellig aussprach, dass kriminelle Gruppen von Ausnahmezuständen profitieren können.
Die Pandemie hat schnelle politische Handlungen erforderlich gemacht, um die negativen Konsequenzen auf die einzelnen Individuen und die Firmen in der EU Wirtschaftszone abzumildern. Insbesondere die bereits vor der Krise schlecht dastehenden regionalen Strukturräume der EU drängten auf „schnelle Überweisung“ von Geldern.
Diese Geldsummen würden mittels Krediten (loans) und Zuschüssen (grants) ausgezahlt.
Dazu bezog sie deutlich Stellung und sieht auf die EuStA in Zukunft in Zusammenhang mit den Auszahlungen in der Corona-Krise mehr Arbeit zukommen. Wo es mehr Auszahlungen gebe, gäbe es syllogistischer Weise auch mehr Möglichkeiten zu betrügerischen Handlungen.

“If there are more funds, and if there is more flexibility in how to use them, then indeed I anticipate that we will have more work to do.”

In einem Interview mit der in Bukarest tätigen Journalistin Luiza Ilie und dem Mitverantwortlichen des Interviews Giles Elgood sagte sie am 12. Mai 2020 auf Thomson Reuters, dass das Global Response Paket zur Abmilderung der Auswirkungen des Coronavirus auf die EU Wirtschaft einen erheblichen Einfluss auf die Entwicklung des Subventionsbetrugs, der Korruption und der Organisierten Kriminalität haben könne.
Sie sieht z. B. eine Gefahr in falsch ausgestellten, täuschend echt produzierten Papieren zum Erhalt von medizinischem Material, das mit EU Gelder finanziert wird. In diesem Zusammenhang sprach sie “public procurement contracts” (öffentliche Auftragsvergabe(n)) an und stufte sie dann als gefährlich ein, wenn sie, wie während der Coronakrise ohne offene, öffentlich stattfindende Gebote vergeben würden. Hierin seien undurchsichtige, potentiell betrügerische Maßnahmen zu erblicken.
Zudem wies sie darauf hin, dass die personelle Ausstattung des Europäischen Staatsanwaltschaft verbesserungswürdig sei, womit sie indirekt die Ressourcen, die der EuStA zur Verfügung stehen, ansprach. Hierbei verwies sie, inter alia, auf die geringe Anzahl an ihr zur Verfügung stehenden Europäischen Staatsanwälten (zum System der EuStA und den delegierten Europäischen Staatsanwälten).
Sie rechnet mit einem Fallaufkommen in der Höhe von 3000 Fällen, die Ende 2020 von den Mitgliedstaaten zwecks Ermittlung an die EuStA übergeben werden könnten. Um diese Summe zu meistern, sei die geringe Summe an Staatsanwälten, die ihr zugewiesen sind, eine „absurd kleine Anzahl“ (absurdly small number). Dies treffe insbesondere dann zu, wenn man die Kompetenzen der EuStA und ihre Jurisdiktion in den 22 teilnehmenden Mitgliedsstaaten bedenke und zueinander in Bezug setze.
Trotz dies nicht optimalen Voraussetzungen, gab sie sich optimistisch und fühlt sich bereit die Arbeit aufzunehmen.
Im O-Ton lauteten ihre Ausführungen teilweise wie folgt:

‘And each year after that, about 2,000 more cases. We need more money and more prosecutors’, she said, declining to put a figure on the number but suggesting ‘hundreds’. […]

“Direct procurement is very easy to use because if someone wants to award a contract without competitive bidding it is very easy to sign a contract with a company that has a special interest, or is connected to relatives or friends […]”

“Organised criminal groups are especially strong at anticipating and exploiting every opportunity on an industrial scale.”

#### Zukünftige EU-Betrugsszenarien
Gabriel Seixas, der erste luxemburgische Europäische Staatsanwalt sieht die Coronakrise als Betrugsszenarien befördernde Zeit. Zukünftig stünden vor allem digitale Betrugsvarianten im Raum, die die EU-Kommission interessieren müssen. Je mehr Kryptowährungen, die auf der Blockchain-Technologie basieren, benutzt würden, desto mehr müsste auch im digitalen Bereich eine effektive Strafverfolgung ermöglicht werden:

« Pendant la crise du covid-19, nous avons observé une criminalité de plus en plus perfectionnée, basée principalement sur les nouvelles technologies. Notamment le recours aux bitcoins et à la technologie de la blockchain de manière générale. Le recours aux sociétés offshore reste aussi d’actualité, cela reste même une valeur sûre, au même titre que les ransomware, ces logiciels destinés à bloquer l’accès aux données d’une entité en échange du versement d’une rançon. Mais à côté de cela, il existe aussi d’autres fraudes qui passent plus inaperçues, notamment celles liées aux droits de douanes et d’accises qui peuvent représenter une certaine somme. »

### Personal- und Budgetierungsdebatte (EPPO staffing decision process)
Die Europäische Staatsanwaltschaft ist laut einer Analyse von Debevoise & Plimpton als „personenbezogen stark unterbesetzt“ zu bezeichnen (“Central Level—Under-Resourced Skeleton Crew”). Dieses Problem sei im Verlauf der ersten Jahreshälfte 2020 mehrfach durch die Generalstaatsanwältin thematisiert worden.
Zudem gäbe es Budgetierungszwänge. Das zunächst vorgesehene Budget in Höhe von €8,372.000, sei inzwischen auf 11,7 Millionen € (COM(2020) 145 final) erhöht worden.

“[…] In her remarks before the European Parliament in early February 2020, European Chief Prosecutor Kövesi expressed concerns that the EPPO budget only allowed for four caseanalysts at central office. She queried how this level of staffing would allow the EPPO effectively to review 3,000 cases. Her remarks appear to some extent to have been taken on-board, with the European Council on 27 March 2020 presenting an amending EU budget including an increase of the EPPO’s 2020 budget by €3.3m, principally to allow for the accelerated recruitment of an additional 18 staff members previously planned for 2021. With this ‘top-up’, the EPPO’s annual budget for 2020 stands at approximately €11.7m. […]”

Zudem geht die Analyse auf die organisatorische Struktur der EUStA ein und hinterfragt die Effektivität des geltenden Systems der Verordnung 2017/1939. Sie drücken aus, wie wichtig es ist, dass die EUStA finanziell „richtig“ ausgestattet sei, um wirksam gegen „EU-Betrug“ (siehe oben PIF Straftaten) vorgehen zu können:

“[…] The immediate concern ought rather to be to ensure that the EPPO is in a position to provide material added value to the fight against frauds on the EU budget in the shortterm. Here, the answer is surely to provide the EPPO at the central level with the financial resources to ensure that the available EDPs have the means, currently lacking in the various Member States, to carry out the complex investigative steps necessary to pursue the most difficult cases […].”

#### „Spezialisiertes Ermittlungspersonal für die EUStA kostet und Lebenshaltungskosten in Luxemburg steigen“
Der im Herbst 2020 ernannte luxemburgische europäische Staatsanwalt Gabriel Seixas sagte in einem Interview mit der Tageszeitung Luxemburger Wort, dass spezialisiertes Personal die EUStA mehr kosten könnte als vor ihrer Errichtung eingeplant. So sei einerseits das alltägliche Leben in Luxemburg, dem Arbeitsplatz der EUStA-Leitung, sehr teuer. Aus diesem Grund sei es schwer, nationalen Staatsanwälten zu vermitteln, nach Luxemburg umzuziehen (« Effectivement, la vie est très chère au Luxembourg et je pense que c’était le principal motif qui explique pourquoi les personnes qui devaient être détachées depuis Bruxelles n’ont pas souhaité donné suite… Je sais que la Commission est en train de réfléchir à la mise en place d’un coefficient correcteur pour adapter les salaires au Luxembourg, car à ce jour, Bruxelles et Luxembourg sont placés sur un même niveau alors que les prix ici peuvent aller du simple au double par rapport à Bruxelles. ») Andererseits sieht er die Effizienz der EUStA in Gefahr, wenn nicht auch besseres, vor allem spezialisiertes Personal (bspw. im Strafrecht geschulte Übersetzer) für die EUStA eingestellt wird. Er unterstreicht, dass die EUStA 55 Millionen € Budget brauche:

« Nous proposons 55 millions d’euros. Car le budget proposé nous permet de financer les procureurs délégués mais pas le personnel spécialisé nécessaire au fonctionnement du niveau central. Or, nous avons besoin d’un niveau central fort. Nous allons, par exemple, recevoir les informations des 22 Etats membres dans leur langue nationale. Il nous faut donc du personnel capable d’encoder, comprendre et vérifier ses informations dans toutes ces langues. Il nous faut aussi des juristes capables de faire des liens entre différents dossiers pour centraliser les informations et être en capacité d’agir plus rapidement. Et donc mener à bien notre objectif final. Je pense que si nous n’avons pas ces moyens, le parquet européen ne pourra pas agir efficacement. »

### Faktische Probleme bei der Errichtung der EuStA

#### „Verzögerung“ der Errichtung der EUStA durch Malta
In einem Interview mit euronews vom 7. Juni 2020 brachte die erste Generalstaatsanwältin der EUStA zum Ausdruck, dass sich die Einstellung der delegierten europäischen Staatsanwälte verzögert habe, da Malta keine drei Kandidaten nominieren konnte, da die ausgewählten Kandidaten die Anforderungen nicht erfüllt hätten (siehe oben zu den delegierten europäischen Staatsanwälten). Sie brachte zudem zum Ausdruck, dass es nur dann „Gerechtigkeit für alle geben könne, wenn alle in eine Richtung arbeiteten“.
Bereits im Mai 2020 hatte die Times of Malta berichtet, dass sich die Errichtung der EuStA aufgrund der Probleme bei der Kandidatenwahl über das eigentlich anvisierte Startdatum (November 2020) hinaus, auf das Jahr 2021 verschieben könne.
Das „Problem der Errichtung 2020“ ist deshalb so brisant, da es in Malta (und der Slowakei) in den vergangenen Jahren Fälle von Korruption gab, denen Journalisten nachgingen, und in der Folge diverse Missständen aufdeckten. Malta wird deshalb nun auch unterstellt, nicht ernsthaft Korruption und den damit zusammenhängenden Delikten begegnen zu wollen.

#### Gründe für die Nichternennung von DelgStAs für das Kollegium
Einerseits berichtete The Slovak Spectator am 9. April 2019 davon, dass die Familien von Ján Kuciak, Slowakei und Daphne Caruana Galizia, Malta, die „im Oktober 2017 durch ein Attentat mit einer in oder an ihrem Auto platzierten Bombe“ ermordet wurde, die Ernennung Laura Codruța Köves moralisch guthießen und daher unterstützen i. S. v. „begrüßen“ würden.
Andererseits sagte der für die Ernennung der delegierten europäischen Staatsanwälte mit zuständige belgische Politiker, Didier Reynders, dass:

“[…] he had been informed by Malta’s justice minister Edward Zammit Lewis that the country faced 'specific, inherent challenges’ to find enough candidates who meet EPPO selection criteria,”

Diese Äußerung von Reynders lässt den Schluss zu, dass die Vorgaben des Art. 16 der Verordnung 2017/1939 nicht erfüllt werden konnten. Gründe dafür sieht die Times of Malta z. B. in der relativ kleinen Größe Maltas und seiner geringen Bevölkerungszahl. Es stünden nicht so viele Personen für die Ämter zur Auswahl wie in anderen, größeren und bevölkerungsreicheren EU-Staaten. Malta fand es schwierig überhaupt Kandidaten zu benennen.

#### Verzögerung der Errichtung durch „Jansa-Staatsanwälte-Ernennungsaffäre“ Slowenien 2021
Kurz vor dem immer wieder verschobenen, aber dann auf den 1. Juni 2021 festgelegten Start der EUStA stellte sich heraus, dass Sloweniens amtierender Regierungschef Janez Janša die Auswahl und Nominierung zweier delegierter, slowenischer Staatsanwälte verhinderte. Im Zuge dessen trat am 27. Mai 2021 die damalige Justizministerin Sloweniens Lilijana Kozlovič von ihrem Amt zurück. Kozlovic gehört der kleineren Regierungspartei SMC an und hatte den unabhängigen Staatsanwaltschaftsrat um die Ernennung zweier geeigneter Kandidaten gebeten. ORF und andere Medienschaffende berichteten, dass sich Jansa der Nominierung der beiden Staatsanwälte deshalb mutmaßlich widersetzt haben könnte, weil sie in der Vergangenheit auch an gegen ihn gerichteten Ermittlungsfällen beteiligt waren. In den Streit schaltete sich auch noch Zdravko Pocivalsek, der Wirtschaftsminister Sloweniens und Chef der Koalitionspartei SMC ein. Pocivalsek hielt die Ernennung nur eines delegierten Staatsanwalts aus Slowenien durch Jansa – jene Variante hatte Didier Reynders, Justizkommissar der EU als Zwischenlösung vorgeschlagen – für eine Kompetenzüberschreitung der Regierung, jener Regierung, der er selbst angehört. Pocivalsek kritisierte die EU für ihre Druckausübung in Sachen eiliger Ernennung der delegierten Staatsanwälte und verwies darauf, dass die Teilnahme in der EU-Behörde freiwillig sei. Die EU Generalstaatsanwältin hielt dagegen und verwies auf die sehr lange Vorbereitungszeit. Sie hält die Nicht- bzw. nicht rechtzeitige Ernennung quasi für ein schlechtes Omen.
Das Thema gewann an Prominenz, da es mit der Übernahme der rotierenden EU-Ratspräsidentschaft durch Slowenien am 1. Juli 2021 zusammenfiel, was viele Abgeordnete und sogar Kommissionspräsidentin Ursula von der Leyen dazu veranlasste, Janša während der ersten Plenumsdebatte im Parlament zu drängen, die slowenischen Delegierten schnell zu ernennen.

#### Verzögerung durch Finnland
Als die EUStA am 1. Juni 2021 startete, hatte Finnland noch keine Delegierten Staatsanwälte ernannt. Die Verzögerung ist zurückzuführen auf eine Debatte zwischen der finnischen Regierung, die aufgrund eines geringen erwarteten Arbeitsaufkommens nur Teilzeit-Staatsanwälte ernennen wollte, und der EUStA Generalstaatsanwältin Laura Kövesi, die darauf bestand, dass alle Europäischen Delegierten Staatsanwälte mit einem Vollzeitvertrag arbeiten sollten. Anfang Juni 2021 wurde ein Kompromiss ausgearbeitet und das Kollegium ernannte den finnischen Delegierten Staatsanwalt einen Monat später.

## Abgrenzung zu OLAF, Eurojust und Europol
Eurojust und Europol sind hauptsächlich für den Informationsaustausch und die Koordinierung einzelstaatlicher Ermittlungen und Strafverfolgungsmaßnahmen zuständig. Europol kann in bestimmten Fällen auch selbst ermitteln, jedoch findet keine Strafverfolgung seitens Eurojust statt. OLAF darf Untersuchungen in verwaltungsrechtlichen Sachverhalten durchführen bei Verdacht auf Betrug und ähnlichen rechtswidrigen Handlungen, die dem Staat finanziellen Schaden anrichten.

### OLAF und die EUStA
Das Europäische Amt für Betrugsbekämpfung (OLAF) steht nach Auskunft des Supervisory Committees vor einer schwierigen Zukunft. Demnach sollen in den kommenden Jahren (Plan 2018–2023) 45 Stellen des Amtes für Betrugsbekämpfung an die EUStA gehen. Das Committee hat daher dafür argumentiert, dass sich die „personellen Abzüge“ äquivalent aus dem Gesamtpersonal der EU rekrutieren ließen, statt OLAF fast schon systematisch gegenüber der EUStA zu schwächen.

“As stated in its previous opinions the Committee considers that the transfer of posts from OLAF to the EPPO should be considered carefully and managed in a way that preserves OLAF’s ability to continue delivering on its current and new responsibilities (i.e., ‘Rule of Law’, ‘Green Deal’, CAFS, Brexit, EPPO).The impact assessment of the posts (45) to be transferred to the EPPO is still a priority for the OLAF Supervisory Committee. The Committee supports the idea stated in the OLAF HR Strategic Plan that adapting to the new context created by the establishment of the EPPO would require more flexibility and a more solid method for allocating the resources according to OLAF’s priorities and workload. A period of adaptation will be necessary whilst the mechanisms for cooperation between both entities are being established.”

Es werden Kooperationsschwierigkeiten erwartet, die erst während der Phase der ersten Ermittlungsarbeit der EUStA gelöst werden könnten. In der Zwischenzeit müsse mehr Flexibilität bei der Personaldebatte gewagt werden.
Jan Inghelram meint, dass OLAF kaum an Bedeutung verlieren wird. Den Grund dafür, sieht er in der differenten Ausrichtungen beider Organe der Union. Die EUStA werde hauptsächlich in den verdächtigten Mitgliedsstaaten ermitteln und OLAF sei für die komplette EU zuständig, habe also einen bunten, vielfältigen Strauß an zusätzlichen Aufgaben administerieller Art. Es brauche trotz alledem eine klare Trennung der Aufgabenfelder:

“The EPPO will most likely also have an important impact on the further shaping of OLAF. OLAF will remain independent from the EPPO and it will have a larger territory of operation than the EPPO, since it is competent for the entire EU, whereas the EPPO will only be competent within the participating Member States. The fields of operation of the EPPO and OLAF are, however, closely linked. Therefore, a division of tasks will most likely develop in practice, affecting also OLAF’s current functioning.”

### Europol und die Zukunft (de lege ferenda)
Europol ist das Polizeiamt der EU. Bisher ist es noch nicht für die Ermittlungen der EuStA zuständig oder in die Ermittlungen der delegierten Staatsanwälte direkt funktional oder legislativ eingebunden.
Es gibt aber auch in der deutschen Politik Überlegungen auf EU-Ebene einen Reformprozess anzustoßen, damit Europol eines Tages ein Kriminalamt der EU wird und somit womöglich auch der EuStA zuarbeiten könnte.

### Eurojust und die EuStA
Eurojust dient der Kommunikation im justiziellen Netzwerk der Union. Es besitzt wertvolle Kontaktressourcen.
Der Schwerpunkt der Agentur der EU ist aber nicht der Bereich der PIF Straftaten, weshalb die EuStA eher seltener mit Eurojust zu tun haben wird. Für den Fall, dass eine Kommunikation zwischen den beiden EU Organen nötig ist, hat die EuStA mit Eurojust ein „Arbeitsabkommen“ geschlossen.

## Herausragende Fälle und Erfolge der EUStA (Cases of the EPPO) ab 2021
Im Jahr 2020 nahm die EUStA ihre Arbeit nicht auf (s. oben u. a. Faktische Probleme bei der Errichtung der EuStA), daher konnte sie auch noch keine Ermittlungen aufnehmen oder auf Hinweise auf potentiell die finanziellen der EU schädigendes Verhalten eingehen. Im folgenden Abschnitt sollen öffentlich gewordene und politisch, sowie volumenmäßig bedeutsame Fälle sowie Fälle, die spezielle veordnungsbezogenen Fragen aufwerfen, gelistet werden.
Die Europäische Staatsanwaltschaft hat im Juli 2021 ein Ermittlungsverfahren gegen den Bürgermeister der Stadt Nova Gradiška in der Republik Kroatien eingeleitet. Der Angeklagte ist Mitglied im kroatischen Parlament. Jenes hat die Strafverfolgung auf Antrag der Generalstaatsanwältin genehmigt. Im Zentrum der Ermittlungen, die durch das Nationale Polizeiamt Kroatiens durch eine Strafanzeige ins Rollen gebracht wurden, stehen Straftaten der aktiven und passiven Korruption sowie des Amtsmissbrauchs. Inhaltlich geht es um den mutmaßlichen Verdacht, dass ein unrechtmäßiger Zuschlag in einem Ausschreibungsverfahren im Rahmen des EU-Kohäsionsfonds, der Regionen in Europa stärken soll, von einem Unternehmer vom Bürgermeister im Wege der Bestechung gefordert wurde. Volumenmäßig soll es in der Ausschreibung um 4.219.433,22 kuna (ca. 562.000,00 €) gegangen sein. Als möglicher Schaden zulasten der EU werden 427.228,43 kuna (ca. 57.000,00 €) genannt.
Am 18. März 2022 wurde im Zuge von Ermittlungen der EUStA in 120 Betrugsfällen eine Großrazzia in Bulgarien durchgeführt. Der frühere bulgarische Ministerpräsident Bojko Borissow, dessen ehemaliger Finanzminister Wladislaw Goranow, die frühere Vorsitzende des Haushaltsausschusses des bulgarischen Parlaments Menda Stojanowa sowie die frühere Vorsitzende des bulgarischen Regierungspresseamts Sewdalina Arnaudowa wurden wegen des Verdachts auf Missbrauch von EU-Finanzmitteln festgenommen.
| Jahr | Land     | Sachverhalt, Tatbestand                                       | Schadenshöhe* estimated |
| ---- | -------- | ------------------------------------------------------------- | ----------------------- |
| 2021 | Kroatien | EU Kohäsionsfond, Amtsmissbrauch, Bestechung, Auftragsvergabe | 57,000,00 €             |
|      |          |                                                               |                         |
|      |          |                                                               |                         |

Von Juni bis September 2021 wurden knapp 300 Ermittlungsverfahren eröffnet, eingeleitet oder übernommen.
Fälle von Agrarsubventionsbetrug würden immer häufiger untersucht.

## EPPO Annual Report (Jahresbericht)
Einmal pro Jahr erscheint der von der EUStA angefertigte Geschäftsbericht, der den in den Mitgliedsstaaten vorhandenen Geschäftsberichten der Staatsanwaltschaften ähnelt, aber nicht identisch ist. Es handelt sich mehr als um ein einfaches Presseheft, sondern enthält länderbezogene Ausführungen zur Ermittlungseröffnungen (Art. 26/27 Reg.), angewendeten Ermittlungsmaßnahmen (Art. 30–32), besonderen Verfahren, die Vorrechte und Befreiungen einschließen (Art. 29 Reg.) sowie Kennzahlen und Ziffern des beschlagnahmten Vermögens, sowie ggf. herausragende Fälle der jeweiligen Länder. Gleichzeitig stellt er eine Art Strafverfolgungsstatistik der EUStA dar und weist Verurteilungen (convictions) sowie zukünftig auf Freisprüche (aquittals) sowie Einstellungen aus. Letztlich geht der Bericht damit über die Daten von EuroStat hinaus.
Der erste Jahresbericht 2021 ist auf der Website abrufbar.
Der zweite Jahresbericht 2022 ist auf der Website abrufbar.
Es scheint sich zu etablieren, dass der Jahresbericht – anders als nationale Strafverfolgungs- oder Polizeistatistiken – bereits am 1. März eines jeden neuen Jahres veröffentlicht wird.

## Juristische Literatur/Kommentare/Webseiten/Fragestellungen/Forschung zur EUStA-Gesetzgebung
Die Textausgabe Schomburg/Lagodny 2020 enthält eine sehr kurze Einführung zur Verordnung von Sabine Gleß und Thomas Wahl, die aber keine vertiefende Kommentierung enthält oder bietet.
Im November 2020 ist ein englischsprachiger Kommentar zur Verordnung über die Europäische Staatsanwaltschaft, verfasst von Dominik Brodowski, Strafrechtsprofessor und Christoph Burchard, ebenfalls Professor für Strafrecht sowie Hans-Holger Herrnfeld, Oberstaatsanwalt beim Bundesgerichtshof und Leiter des Referates „Europäische Staatsanwaltschaft“, unter dem Titel European Public Prosecutor’s Office. Article-by-Article Commentary bei Nomos, C.H.Beck und Hart Publishing erschienen.
Kommentierungen zum deutschen Durchführungsgesetz, dem EUStAG finden sich seit August 2020 bereits im Beck’schen Onlinekommentar zur StPO und zum GVG.
Der bekannte Kurzkommentar Meyer-Goßner hat in seiner 64. Auflage vom März 2021 die Europäische Staatsanwaltschaft in den dem Durchführungsgesetz entsprechenden Paragraphen kommentiert:
- siehe Stichwort: „Europäische Staatsanwaltschaft § 16 Rn. 7; § 152 Rn. 3c; § 160 Rn. 1a, 16; § 161 Rn. 21; § 162 Rn. 3a, 8; § 171 Rn. 5a; § 172 Rn. 4a; § 464 Rn. 1; § 479 Rn. 15; § 483 Rn. 1a; § 496 Rn. 1; GVG vor § 141 12 ff; § 142b; § 143 12; § 152 3c; vor § 198 4; EGGVG Vor § 12 5“
- siehe Stichwort: „Delegierte Europäische Staatsanwälte GVG 142b; GVG vor 141 13; GVG 143 12; 145 7; 146 9; GVG 147 6; 152 4a; 112 9h“

Frank Mayer, Europarechtsprofessor interessiert die Dezentralität der EUStA als supranationale Behörde und die Möglichkeit, dass sie Recht unmittelbar durchsetzen kann.
Ein Nomos Handbuch mit dem Titel der Institution informiert seit 2022 im deutschsprachigen Raum über die Ermittlungen der EuStA.
Im Dezember 2021 veranstaltete das Institut für Digitalisierung und das Recht der Inneren Sicherheit (LMU München) eine EUSTA-Tagung, die Vertreter aus Wissenschaft und Praxis vereinte und einen Austausch zu den ersten Monaten der operativen Tätigkeit der neuen EU Institution ermöglichen sollte.
Thomas Wahl informiert regelmäßig auf eucrim (Max-Planck ISUR) über die EUStA.
Die Website Lex EPPO bringt Sammlungen zu Informationen über die EUStA auf den neuesten Stand.
2022 dazu gekommen sind: Vogel/Eisele, in: Grabitz/Hilf/Nettesheim, Werkstand: 75. EL Januar 2022.

## Fachliche Kommentare und Kritik
„Sie haben versucht – und ich denke sehr erfolgreich – die Europäische Staatsanwaltschaft so national wie möglich zu machen, um so die europäische Dimension zu mindern.“

Einige Strafverteidiger befürchten durch die Anwendung des jeweiligen nationalen Strafrechts sowie nationalen Strafprozess-/verfahrensrechts in der aktuellen Ausgestaltung der EUStA einen „Flickenteppich“ („Strafverteidiger befürchteten einen Flickenteppich“)

„Das ist ein Problem, weil es zu einem unterschiedlichen Schutzniveau führt für den Beschuldigten, je nachdem, in welchem Staat das Verfahren geführt wird und wo es dann angeklagt wird. Das heißt konkret, dass er in dem Land A möglicherweise Akteneinsicht erst bekommt, vor Anklageerhebung und vorher nicht. Und im Land B sehr frühzeitig schon Akteneinsicht bekommt und dadurch natürlich dann auch ganz andere Möglichkeiten bekommt, sich zu verteidigen.“

„Zudem handelt es sich bei der EUStA um eine Strafverfolgungsbehörde sui generis, die in einem und für einen Staatenverbund tätig wird.“

## Juristisches Studium, Referendariat, Rechtspraxis und die EUStA
Auch Jurastudenten lernen die EUStA kennen. Sie wird im Rahmen der von Universität zu Universität und von Bundesland zu Bundesland unterschiedlichen sog. Schwerpunktbereichen Strafrecht thematisiert und ist Gegenstand von Prüfungsfragen. Regelmäßig wird sie in der Vorlesung „Europäisches Strafrecht“ besprochen und erörtert. Im Grundkurs StPO von Volk/Engländer (9. Aufl., 2020, S. 24) befindet sich ein kurzer Abschnitt, der auf die gestiegene Bedeutung der EUStA für das Studium hindeutet. Es ist damit zu rechnen, dass zukünftig vor allem Abgrenzungs- und Unterscheidungsfragen zum nationalen Staatsanwalt von prüfungsberechtigten Professoren an Examenskandidaten gestellt werden könnten.
Das European Judicial Training Center hat bereits im April 2019 ein Webinar zur EUStA abgehalten, das über YouTube abrufbar ist.
Am 6. und 7. Februar 2020 fand an der Universität Nantes ein Seminar zum Thema Europäisches Straf(verfahrens-)recht der 2020er statt (Towards European Criminal Procedural LAA – Vers un droit européen de la procédure pénale) statt. Die Ergebnisse des Kolloquiums wurden in den European Papers veröffentlicht.
Die Academy of European Law präsentiert für die Jahre 2021, 2022 ein kostenloses Online-Webinar zur Arbeit der EUStA. Es zielt auf eine Schulung von Richtern, Staatsanwälten und Verteidigern ab, bietet Fälle zum Üben und Videos, inklusive Power Point Präsentationen von Juraprofessoren, Oberstaatsanwälten, wissenschaftlichen Mitarbeitern und Doktoren der Rechte zu allen Themen der EUStA Verordnung sowie der PIF Richtlinie.
- EU Training on the EPPO
- EULAW: EUropean LAWyers training on EPPO
Im Wintersemester 2021/22 wurde an der Justus-Liebig-Universität (JLU Gießen) ein Seminar zur Europäischen Staatsanwaltschaft angeboten.

## Die EUStA: ein Politikum in Deutschland und Europa – Forderungen und Kritik an der EUStA

### Die deutsche EU-Ratspräsidentschaft 2020
Während Deutschland in der zweiten Jahreshälfte des Jahres 2020 den Vorsitz im Rat der EU hatte, nahm es zahlreiche Projekte in Angriff, die die EUStA betrafen.

#### November Konferenz 2020 zur EUStA
Besondere Aufmerksamkeit bekam eine laut deutschem Bundesministerium der Justiz und für Verbraucherschutz „hochrangige“ Konferenz zur fortgeschrittenen Errichtung der Europäischen Staatsanwaltschaft. Jener Konferenz wohnten der EuGH-Präsident Koen Lenaerts, Bundesjustizministerin Christine Lambrecht, Justizkommissar Didier Reynders und EU-Generalstaatsanwältin Laura Kövesi bei. 160 Personen aus der EU-Justiz-Landschaft haben miteinander den Start der EUStA beraten und sich über zukünftige Ermittlungen sowie die Rolle der EUStA, die sie gegenüber Staaten, die kein Mitglied sind, einnehmen wird, ausgetauscht.
Die Konferenz beschäftigte sich unter anderem mit der zukünftigen Arbeitsbeziehung der EUStA zu anderen EU-Institutionen und adressierte strafverteidigungsrelevante Fragen. Der EuGH-Präsident Koean Lenaets sagte Folgendes:

“The establishment of the European Public Prosceutor’s Office is the beginning of a new chapter in the cross-border fight against financial fraud and corruption at European Union level.”

Es wurde festgehalten, dass die EUStA erste Ermittlungen im Jahr 2021 aufnehmen wird.

### Kritik von deutschen Bundesparteien
In Deutschland äußerte bisher vor allem die Alternative für Deutschland (AfD) Kritik an der Errichtung der EUStA.
Tobias Matthias Peterka (AfD) äußerte am 28. Mai 2020 in der zweiten Beratung des EUStA-Gesetzes im Bundestag folgende Worte (Wiedergabe aus Plenarprotokoll): „[…] auch bei der EUStA: höchstbezahlte, de facto durchaus von Brüssel gesteuerte Staatsanwälte – ein Angriff auf das Primat der allein demokratisch aufgestellten Mitgliedstaaten. […]“
Andrés Ritter, der deutsche Europäische Staatsanwalt sagte in einem Interview gegenüber der Kritik der AfD an der Errichtung der EUStA:

„Muss man das ernst nehmen, was die AfD ohne jegliche Sachkunde von sich gibt? Denn sie vergessen dabei eine ganz wesentliche Tatsache, nämlich die Tatsache, dass wir hier über einen Schaden für den EU-Haushalt reden. Das heißt, es ist ein Bereich, der auch nach Subsidiaritätsgesichtspunkten der Europäischen Union zugeschlagen wird. Und genauso sagt das Subsidiaritätsprinzip, dass Sachen dort geregelt werden sollen, wo sie am besten geregelt werden können.
Und diese Fragmentierung, über die ich am Anfang gesprochen habe, die macht es doch gerade deutlich, wie notwendig es ist, dass wir eine Behörde haben, die einheitlich supranational ist und Ressourcen auf europäischer Ebene dann auch zusammenbündeln kann, damit dieser Kampf gegen Betrug und Korruption, der so lange nicht effizient und effektiv gewesen ist, tatsächlich dann auch zum Wohle des europäischen Steuerzahlers geführt werden kann.“

### Forderungen von deutschen Bundesparteien
CDU und CSU wiesen in einer Pressemitteilung vom 7. Oktober 2020 darauf hin, dass Ungarn immer noch kein Mitglied der EUStA sei. Katja Leikert forderte, dass Ungarn möglichst schnell Mitglied werden solle. Dies erhöhe die Chancen für Rechtsstaatlichkeit in der gesamten EU und befördere den Mehrjährigen Finanzrahmen sowie den Corona Wirtschaftswiederaufbaufonds:

„[…] [N]icht alle EU-Mitgliedstaaten sind Teil der Europäischen Staatsanwaltschaft. Nur 22 konnten sich bislang zur Teilnahme entschließen. Insbesondere bedauern wir, dass Ungarn und Polen der Institution bisher fernbleiben. Ungarn beschwert sich darüber, dass man ihm mit Blick auf die Verwendung von EU-Geldern Misstrauen entgegenbringe. Wenn Ungarn das so sieht, dann muss es Vertrauen in seine Institutionen und seinen Rechtsstaat schaffen. Ungarn muss konkret nachvollziehbar machen, welche Schritte es unternimmt, um die korrekte Verwendung von EU-Mitteln zu gewährleisten. Genau für solche Fälle wurde die Europäische Staatsanwaltschaft geschaffen, der Ungarn unverzüglich beitreten sollte.“

### Fachliche Kritik und Verbesserungsvorschläge für die Zukunft der EUStA
Drei portugiesische Strafrechtswissenschaftlerinnen sagen Folgendes in ihrem Papier zum Wettbewerb des European Judicial Training Centers (ejtn), namens THEMIS 2021 Semi-final A: EU and European Criminal Procedure – TH/2021/01:

“Judicial cooperation measures in criminal matters, like their equivalents, aim at greater European integration between the Member States, united by the same principles and objectives. Today we know that there is still a long way to go to overcome the fragmentation that exists in the third pillar of the European Union, and the reality is still far from what was imagined. The EPPO was not immune to these vicissitudes: the idealized project is far from the intended reality.”

## Internationale Stimmen zum Start der EUStA am 1. Juni 2021
„Europe Has a New Cop on the White-Collar Crime Beat“.
„The EU gets a prosecutor’s office of its own By fighting fraud, the EPPO may help unify Europe“
“Protecting the EU against fraud is a vital priority”
« Le parquet financier européen, un big bang judiciaire » (Le Figaro, Paule Gonzalès)
„Finanzverbrechen: Tatort Europa“
„Die Schaffung einer europäischen Staatsanwaltschaft ist ein wirklich historischer Schritt – es ist die erste supranationale Staatsanwaltschaft der Welt.“ (Peter Karpen)
„Europäische Staatsanwaltschaft – die Cashcow“

## Die EUStA in den klassischen Medien
In der Zeitung sowie in Film und Fernsehen taucht die EUStA seit 2018, verstärkter noch seit 2020 (dem anvisierten Startjahr) auf. Prominent sticht ein Beitrag des Europa Magazins der ARD hervor, der am 8. November 2020 ausgestrahlt wurde und bis 8. November 2021 auf der ARD Seite abrufbar bleibt.

## Die EUStA auf sozialen Netzwerken
Die EUStA twittert seit Mai 2020 unter dem Akronym @EUProsecutor. Einer der ersten Posts bezog sich auf den Einzug der eingestellten Mitglieder und Staatsanwälte in die Büros am Kirchberg in Luxembourg.

### Gesetzesmaterialien, Drucksachen, Parlamentarische Anfragen
- BT-Drucks. 19/32491.[219]